# 機動戦士ガンダム00の登場人物
機動戦士ガンダム00の登場人物では、テレビアニメ『機動戦士ガンダム00』およびアニメーション映画『劇場版 機動戦士ガンダム00 -A wakening of the Trailblazer-』に登場する架空の人物と、組織や国家について記述する。外伝の登場人物については、「機動戦士ガンダム00外伝#登場人物」を参照。
アニメ版のファーストシーズンを『1st』、セカンドシーズンを『2nd』、『劇場版 機動戦士ガンダム00 -A wakening of the Trailblazer-』を『劇場版』と記述する。劇中では、物語の進行に伴い、年単位の月日（『1st』開始時から数え、終了時で約1年、『2nd』開始時で約5年、『劇場版』冒頭で7年）が経過しているが、特に断り書きがない場合は初登場時の年齢を記載する。

## ソレスタルビーイング
イオリア・シュヘンベルグによって創設された私設武装組織。「Celestial Being」すなわち「天上人」という意味の名を持つ。メンバーには厳格な守秘義務を課せられており、素性は秘匿され、互いをコードネームで呼び合っている。一般的にキャラクターの名称として扱われるのはこのコードネームの方である。また、ガンダムのパイロットは「ガンダムマイスター」と称される。『1st』ではほとんどのメンバーが私服を着用していたが、『2nd』からは統一されたデザインの制服を着用している。

### ガンダムマイスター
刹那・F・セイエイ（せつな・エフ・セイエイ、Setsuna F Seiei）
声 - 宮野真守、西墻由香（幼年期）
本作の主人公で、ガンダムエクシア、ダブルオーガンダム、ダブルオークアンタのマイスター。2291年4月7日生まれ。『1st』では16歳。身長162cm。体重49㎏。本名はソラン・イブラヒム。中東クルジス共和国出身。かつてサーシェスに洗脳され、神への信仰のためと信じて両親を殺害し反政府ゲリラ組織「KPSA」の少年兵となる。しかし戦場で神はいないと悟り、信仰に絶望したまま死に瀕するが、その窮地を0ガンダムの武力介入によって救われたという過去を持つ。この経験から「戦争行為の根絶を体現する機体」であると定義されるガンダムを、兵器以上の崇高な存在として捉えており、その存在に神を見出して自分もそのような存在＝ガンダムそのものになろうしている。自分のことを戦うことしかできない破壊者であると定義している一方で、かつて自分を少年兵として育てた、元KPSAの指導者サーシェスのような争いを生み出す存在を敵視し、彼の祖国を滅ぼした国を平和へ導こうとしている皇女マリナとは対話を通じ、自分とは違う方法で同じ平和への願いを抱く人間として、理解を深めていく。
当初は他者との馴れ合いを嫌い、「ガンダムとなる」ことを気負うあまりトラブルを起こしたり、強敵との戦いの中で力及ばず、ガンダムのようになれないことに苦悩することもあったが、理想のガンダム像とはほど遠いトリニティとの決別をきっかけに、不仲だったティエリアと義憤を共有しロックオン（ニール）にも戦争根絶にかける真剣な思いを認められるなど、仲間との絆が芽生えていく。やがてトリニティの暴走により、市民たちからはCBの存在そのものへの強い憎悪が向けられるが、それでも自分のガンダムに対する思い＝紛争根絶のための戦いへの意思を貫き通し、国連軍結成の裏で暗躍していたアレハンドロを「世界の歪み」と断じ、死闘の末に倒す。その直後に突然姿を現したグラハムとの戦いの末に相討ちとなり、エクシアは破壊されるも人知れず生還を果たした。以後4年間に渡って世界を放浪し、アロウズの支配という世界の真実を目の当たりにする。
『2nd』では21歳。身長175㎝。体重58㎏。アロウズにより強制労働を強いられていた沙慈を救出した後、活動を再開していたCBと合流を果たす。その後、ニールの弟であるライルに兄の死を伝えると同時にライルを新たなロックオンとしてCBにスカウトし、同様にCBから離れていたスメラギを強引に連れ戻す。そしてダブルオーの起動に成功するが機体の安定稼働には至らず、トランザムの使用が不可能な状況下でも自分の技量でそれを補いながら戦闘に臨む。イオリアの計画の遂行者を自称しアロウズを操っているとされるイノベイター勢力に対しては、計画のためではなく自らの意思で彼らと戦う決意を仲間に示す。その後、過去に自分を救った0ガンダムのマイスターが、イノベイター勢力を率いる首魁リボンズであることを知るが、戦いだけが全てではない自分を自覚し、変えられない過去ではなく未来のために自分とガンダムを単なる兵器や破壊者ではない存在へと変革することを決意する。リボンズに銃を向けた際にサーシェスに撃たれ、銃弾に込められていたGN粒子の毒性により細胞異常に身体を蝕まれてしまうが、それでも命が尽きる時まで戦い続ける決意を固める。メメントモリ2号基の破壊に当たり、ダブルオーライザーの性能を最大まで引き出すことが求められたことで、沙慈を説得してオーライザーのパイロットとし、以後はルイスの戦いを止めたいと願う沙慈の思いを尊重しながら戦う。やがて、ダブルオーから放出されるGN粒子により、細胞異常からの回復だけでなく脳量子波を操れるようになるなど、徐々に肉体の変革を遂げていく。そして正体を明かしたブシドーとの戦いの末に、高い相互理解能力を持つ進化した人類と定義される「純粋種のイノベイター」への進化を果たす。イノベイター勢力との最終決戦ではダブルオーのトランザムバーストを発動させて人々の意思を結びつけ、戦場で敵対する多くの登場人物たちを相互理解へと導く。人類と分かり合うことを拒んだリボンズとの戦いで相討ちとなりダブルオーも破壊されるが、機体をエクシアRIIに乗り換え、同じく0ガンダムへ乗り換えたリボンズとの最後の戦いに勝利する。アロウズ解体後は、CBに留まって紛争の抑止力となって生き続ける役目を自分に課し、宇宙へ旅立つ。
『劇場版』では23歳。CBの中心的な立場となっており、「戦闘を止める」ための新型ガンダム、ダブルオークアンタの製造をイアンらに依頼している。一方でイノベイターとなった自分の能力に悩み、それ故に仲間とも一線を置くようになっている。
木星探査船に擬態したELSとの初遭遇戦闘ではダブルオーライザー（GN粒子貯蔵タンク型）にて出撃するが、ELSの脳量子波の干渉に苦しみ、戦えずにいたところをCBに合流したラファエルに搭乗したティエリアに助けられる。ELSという未知の存在について考える中、デカルトら連邦軍先遣艦隊の救援に赴いたが、彼らの救出には間に合わず、遭遇したELSにトランザムバーストで対話を試みるも、ELSの膨大な情報量を刹那自身が受け止めきれず、機体ごと取りこまれそうになる。ティエリアの自爆、及びソルブレイヴス隊の援護で危機を脱するが、ELSの強力な脳量子波の干渉で脳細胞に大きな負荷が掛り、昏睡状態に陥ってしまう。
地球圏防衛の最終決戦の最中、決死の戦いを続ける仲間達やニール、リヒティ、クリスの幻影に諭され復活し、ELSとの「対話」を行うべく完成したダブルオークアンタに乗り込み、超大型ELSへ向かう。再びヴェーダと一体化したティエリアのサポートとグラハムの特攻によって超大型ELSの内部へ突入し、クアンタムバーストを発動させてELSの真意を知ると、更にELSとの相互理解を深めるために彼らの星へと量子テレポートを行う。この直後、ELSは超大型ELSのあった場所へ集まって巨大な一輪の花へと変化し、浸食を停止する。
その後、ELSとの対話を終えてイノベイターとELS両者の特性を併せ持った存在となり、50年後の西暦2364年に地球へ帰還する（年齢でいえば73歳）。そこで老いたマリナと再会を果たし、ここで2人は初めてお互いを理解する。
なお、脚本を担当した黒田洋介は刹那について、「自分の思いを達成するために変革を求め、ソレスタルビーイングという言葉の通りに『天上人』になろうとし、それゆえに普通の人から遊離し、孤高の存在となっていくことが刹那のヒーロー性である」と説明している。
名前の由来は「刹那・FROM・聖永」。永遠よりも長い時間の中で切り取られた、一瞬よりも短い時間のこと。

ロックオン・ストラトス（Lockon Stratos）
声 - 三木眞一郎
アイルランド出身の双子、ディランディ兄弟共通のコードネーム。両者共に2284年3月3日生まれ。KPSAの自爆テロにより両親と妹を失った過去を持っている。この項では個別表記する。
ニール・ディランディ (Neil Dylandy)
ガンダムデュナメスのマイスター。24歳。身長185cm。体重67㎏。明るく気さくな青年で、普段は飄々とした態度を取りながらも、多くのクルーから信頼されている。家族を奪ったテロ行為を激しく憎んでおり、テロリズムが関わると落ち着いた雰囲気が崩れ、感情的になることが多々ある。
幼少期からスポーツ射撃が得意で好んでいて、その射撃能力を買われてCBへ入団した。射撃や発進の際には「狙い撃つぜ！」という決めゼリフを多用する。自身の射撃能力に絶対的な自信を持ち、稀に射撃を外した時にも「この俺が外しただと？」と発言している。実際に彼が射撃を外すことはかなり少なく戦闘で外したのは対グラハムと対サーシェスのみである。劇中では地表から低軌道まで落下してきたコロニーを撃ち抜く高高度狙撃を成功させるなど、超人じみた狙撃術を披露する。搭乗した機体の特性上接近戦になることが少ないため、「ビームサーベルは使わない」とまで宣言したが、グラハムの駆るフラッグとの交戦で止む無く使用する。しかし、接近戦でガンダムスローネツヴァイと互角以上の戦闘をしていることから、射撃能力以外も極めて高いことが窺える。コードネームの「ロックオン・ストラトス」には「成層圏まで狙い撃つ」という意味があり、この名は後に双子の弟ライルにも託されることとなる。
本来は家族を愛する優しい少年であったため、家族を奪ったテロリズムには非常に敏感で、劇中でも自分の行動がテロリズムの引き金になったことには動揺している。また、その時にテロを軽視するような発言をしたティエリアには怒りを露わにしている。特に、少年兵を使った自爆テロで彼の家族を巻き込み、死亡させたアリー・アル・サーシェスには激しい憎悪を向け、彼を「戦いを生み出す権化」と呼び、彼を相手にしたときのみ、命令に背き自身の復讐を優先する。
年齢不詳のティエリアを除くガンダムマイスターの中では最年長で、リーダー的存在。暴走の多い刹那のフォローを引き受けたり、ティエリアが精神的に脆いことに気付くなど、苦労しつつも常に仲間を気にかけ、協調性に欠けるメンバー達をまとめ上げていく。特に刹那とは任務で行動を共にすることが多い。アザディスタンにおける任務中にも刹那に対してアドバイスをしている。トリニティによって刹那がKPSAに所属していたことを知った際には銃口を向けるが、彼の戦争根絶への覚悟を聞いて和解する。プトレマイオスクルーのフェルトとは、家族を失ったという境遇が似ていたことから彼女を気にかけ、初めて本名と生い立ちを語る。その時以来彼女からは淡い恋心を寄せられている。
国連軍との戦闘の最中に茫然自失となっていたティエリアを庇いデュナメスが大破し右目を負傷、不運なことに利き目を負傷したため、射撃能力が大幅に低下してしまう。その後も周囲からは安静にするように勧められたが、負い目を感じているティエリアを心配してすぐに復帰。以降右目に眼帯をつける。戦力が分断されCBが追い詰められたため周囲の制止を振り切って出撃すぐさま戦場へ出撃。敵本隊へ単身で攻撃中に因縁の相手・サーシェスと対決する。利き目を負傷しているにもかかわらず互角の戦いを見せるも、途中でダリルの特攻により右目が見えない隙を偶然突かれてデュナメスの右腕が破壊され、同時に右目が見えないことを看破したサーシェスに弱点を突かれ機体が大破する。デュナメスをハロに任せて帰還させ、自身は生身で近辺にあったGNアームズのGNキャノンへ向かう。それを使いサーシェス機を破壊したが、相討ちに近い形で吹き飛ばされ、宙を漂流しながら「お前ら... 満足か?... こんな世界で...」と言い残し、地球へ向かって射撃のポーズをした後、爆発に巻き込まれ、駆け付けた刹那の前で壮絶な最期を遂げる。ニールの存在がその後の刹那やティエリアに与えた影響は大きく、二人は折につれてニールを思い出している。
『劇場版』では、クリスやリヒティと共に、意識不明の刹那の夢の中に現れ、彼を勇気付けている。またその後の世界を描いた『ガンダム00 Festival 10 "Re:vision"』においては、死後の世界を彷徨うニールはELSとの対話を行った刹那と再会する。「生きてくれ。生き抜いてくれ。俺が生きられない、この世界で俺の代わりに…」と彼の再起を望み、ニールが復活することを示唆している。

ライル・ディランディ (Lyle Dylandy)
ニールの弟で、ケルディムガンダム、ガンダムサバーニャのマイスターを務める。29歳。身長186cm。体重68㎏。兄の援助の下、AEU領内の大商社で働きつつ、「ジーン1（ワン）」のコードネームを持つカタロン構成員として活動する。目の前に現れた刹那から、行方不明だった兄がCBのパイロットとして戦死したことを聞き、誘いに従いカタロンへの情報流出の目的でCBに加入し、兄のコードネームを受け継ぐ。容姿はニールとほとんど同じだが、言葉遣いの語尾や煙草を好むなどのささやかな違いがある。また、兄と比較されることを嫌がる一面もあり、兄に対するコンプレックスから少年時代は親元を離れ、寄宿舎に入っている（このため、KPSAの自爆テロを免れている）。その反面、「狙い撃つ」という口癖を真似たり、シミュレーションの結果に対して「兄さんのようにはいかない」と口にしたりと、ニールを尊敬し目標にしている節がある。ニールと違い、家族を奪ったテロに関してはどこか達観したところがあり、サーシェスが家族を殺した張本人であることや、刹那がKPSAの一員だったことを知っても激昂はしていない。フェルトなど一部のメンバー達は、死んだはずのニールと同じ容姿であることに対する戸惑いを隠せなかったが、戦いを通して徐々にメンバー達からの信頼を得ていく。
CBに参加したアニューとは恋仲となり、彼女の正体に不審を抱きつつも彼女を操る黒幕やアロウズを倒せば万事解決すると考え、その事実を他のクルーには伏せる。その後、リヴァイヴの脳量子波によりイノベイドとして覚醒したアニューに必死で説得を試みるも、リボンズの脳量子波により完全に自我を失った彼女と互いに銃を向けあう対決を演じた末に死別する。その後はそれまでのテロに対する達観した目線から、兄や家族を奪い、仲間達を悲しませたサーシェスや、アニューの死のきっかけを作ったイノベイド達に対する怒りを感じるようになる。
イノベイター勢力との最終決戦ではサーシェスと対峙し、家族を殺された怒りを初めて爆発させる。セラフィムのトライアルフィールド発動により形勢逆転し、停止したアルケーを撃破。MSを捨て、逃亡しようとするサーシェスを追い詰め、自らの手で射殺する。その後の戦闘ではアニューを覚醒させた張本人であるリヴァイヴと対峙し、圧倒的不利の状況で機体を最大限に生かし、ガデッサを撃破する。最終決戦後、アニューとの経験を通じて人々がまだ分かり合うことができる可能性を知ったことで、カタロンを離れ、改めてCBのガンダムマイスター「ロックオン・ストラトス」として戦い続けることを家族とアニューの墓前で誓い、メンバーと共に宇宙へと旅立つ。
『劇場版』では31歳。変わらずCBとして小規模なテロ鎮圧のために行動しており、冒頭では刹那と共に、コロニー建造現場を訪れていたマリナやシーリンをコロニー公社側の襲撃から、中盤ではデュナメスリペアを駆ってアレルヤ（ハレルヤ）とマリーをELSから守っている。恋人であったアニューとの思い出やツーショット写真を今も大切にしており、マリナやフェルトに対する刹那の素っ気無い対応を見て呆れた様子を見せる。ELSの襲来に対しては新型のサバーニャを駆り出撃。意識不明となった刹那が目を覚まして戻ってくることを信じ、地球圏防衛の最終決戦ではトランザムやビットを駆使して奮戦。刹那が復活した際はアレルヤ達と共に突破口を切り開く。ELSの圧倒的な物量と攻撃を前にしながらも彼らと分かり合えると信じて戦い続け、最終的に機体は甚大な損傷を受けるが無事に生還する。
なお、『2nd』で彼が乗っていた車は『1st』でニールが乗っていたものと同型となる。関連資料のスタッフQ&Aによれば、ランチア・ラリー037のレプリカ(ガソリンエンジン車)とされており、ニールの死後、ライルに譲られたことになっている
アニメ誌などの各種文献においては、ニールがほぼ「ロックオン」名義となっていたのに対し、ライルは「ロックオン」名義ではなく、本名を使われることが多かった。

アレルヤ・ハプティズム (Allelujah Haptism)
声 - 吉野裕行、城雅子（幼年期）
ガンダムキュリオス、アリオスガンダム、ガンダムハルートのマイスター。2289年2月27日生まれ。『1st』では19歳（後に20歳）。身長186cm。体重65㎏。
切れ間の無い内戦が続くカザフスタン出身の戦災孤児で、幼少期に戦いから逃げるうちに両親と逸れ、人革連軍の「超人機関」に拉致され「被験体E-57」として人体実験を受ける。その影響で本名を含めた全ての記憶を失った後、出会った少女マリーから「神に感謝する言葉」を意味する「アレルヤ」という名前を授かる。その後、廃棄処分されそうになった他の仲間達と共に研究施設を脱走するが、ただ1人生き残り、紆余曲折を経てCBに参加する。温厚で礼儀正しく、ミッションとはいえ人命を奪うことには抵抗を感じている一方で、心の奥には人体実験の影響で誕生した「ハレルヤ」と呼ばれる粗野で好戦的なもう一つの人格が存在する。貪欲なまでに生に執着するハレルヤは、温厚なアレルヤが戦意を失った際に表出し、アレルヤに代わって殺戮と破壊を繰り返す。かつて「超人機関」を脱走した際に、宇宙船が漂流し酸素と食糧が底をついたため、仲間達を皆殺しにしたのもハレルヤである。アレルヤは「思考」を、ハレルヤは「反射」を司り、二つの人格が共通の目的を持った時、真の超兵の力を発揮する。左右の瞳の色が異なるオッドアイであり、『1st』では前髪で片目が隠れているが、どちらの人格が現われているかによって露出する瞳が異なるよう演出され、アレルヤは灰色に近い色の左目が、ハレルヤは金色の右目が露出し、同時に二つの人格が表出する最終決戦では前髪をかき上げたオールバックで戦いに臨む。『2nd』ではアレルヤ、ハレルヤの人格にかかわらず常に両目が出る髪型に変更されている。
超兵ピーリスと出会ったことで「超人機関」が存続していることを知り、自分のような存在をこれ以上生み出させないため、苦悩の末に同胞の子供達がいる研究施設を破壊するが、このことは超兵としての自分に肯定的な感情を持つピーリスとの確執を生む。国連軍との最終決戦では死闘の末、ハレルヤとの連携でトランザムを駆使してピーリスとセルゲイを翻弄し追い詰めるが、セルゲイの身を挺した行動により僅かな隙を突かれてキュリオスは大破し、自身も額に傷を負い、それが原因となりハレルヤの人格を一時的に消失する。その際に初めてピーリスの姿を目撃し、彼女が成長したマリーであることに気づく。
『2nd』では24歳。身長体重の変化はない。キュリオスごと国連軍に鹵獲され捕虜の身となり、尋問と拷問の繰り返しだった1年を含めた4年間、収監施設に監禁されていたが、活動を再開した刹那たちによって救出される。アリオスを受領し、マリーを取り戻すという決意を胸に、再び戦争根絶のための戦いに復帰する。ピーリスとは再び戦場で相対するが、再三に渡る身を挺した呼びかけの結果、彼女にマリーとしての人格と記憶を甦らせることに成功し、共にプトレマイオス2へと帰還する。その後、『2nd』第10話のダブルオーライザーのトランザムの発動がきっかけで、消滅したと思われたハレルヤの人格が再び現れ始めるが、『2nd』第24話までアレルヤ本人にその自覚はなく、周囲もハレルヤの復活には気付かなかった。
ブレイク・ピラー事件の際、セルゲイの死を目の当たりにしたショックでマリーの人格がピーリスに戻ってしまい、戦場に舞い戻ろうとする彼女の姿に苦悩する。それでもピーリス（マリー）を守ると決意して戦い続け、結果的に彼女がマリーの存在を認め、同時にその名で呼ぶことを許すに至る。イノベイター勢力との最終決戦では量で押してくるガガ部隊との戦いに苦戦を強いられるが、刹那が発動したトランザムバーストにより心の奥のハレルヤの精神と感応し、その意識を再び共有させて形勢を逆転させる。最終決戦後はCBから一時離れ、これまで殺めた命を弔うための巡礼の中で、ティエリアからのメールで生国を知り、自分のルーツを探す為にマリーと共に旅に出ている。
『劇場版』では26歳。旅の途中で辿り着いた太陽光受信施設で、その脳量子波を扱える特性からELSにマリー共々狙われるが、ハレルヤの機転と駆けつけたライルにより救出され、2年ぶりにCBと合流し、仲間たちとの再会を果たす。その後は新型のハルートにマリーと共に搭乗してELSとの戦いに臨む。地球圏防衛の最終決戦ではハレルヤと共闘して「超兵」としての実力を存分に発揮し、刹那が対話に向かう際にはライルと共に突破口を切り開く。その後も自身で立てた「2度と命を見捨てない」という誓いのもと、激戦を繰り広げながらもELSに取り込まれそうになっていた連邦軍パイロットや艦船を数多く救出する。最終的にハルートは大破したが、マリーと共に脱出し、無事生き残っている。なお、小説版、BDBOX付属の絵コンテでは、ピーリスと共にイノベイターに変革したように受け取れる描写があるも、映像には表現されなかった。
ティエリア・アーデ (Tieria Erde)
声 - 神谷浩史、田中晶子（女装時）
ガンダムヴァーチェ（ガンダムナドレ）、セラヴィーガンダム（セラフィムガンダム）、ラファエルガンダムのマイスター。身長177cm。体重61㎏。
実際の年齢・性別については後述する。類い希な美貌を持つ中性的な容姿で、度の入らない伊達眼鏡を掛けている。CBメンバーの中でも際立って謎が多い人物。その正体は計画の中心に関わるマイスタータイプ（戦闘型）のイノベイドとして生み出されており、CBを統轄するスーパーコンピュータ「ヴェーダ」とリンクする能力を持っているが、ガンダムマイスターであることからヴェーダの情報規制により、同類の存在およびイオリア計画の全貌については知らされていない。塩基配列パターンは0988タイプ。なお、ヴェーダが彼を製造した理由は、自らに最も忠実なイノベイドに裏切り防止用のトライアルシステムの使用権を与えるためだが、イノベイドとしての序列はリボンズよりも下位である。このトライアルシステムを持つ審判機体ナドレは、「人間には任せられないために、敢えて人間ではない専用パイロットの自分が造られた」という事実認識としてティエリアのアイデンティティを支えるものでもあった。また、ヴェーダとのリンクが断たれるまで、ナドレは肉体を使わずにリンクのみで動かしている。一人称は『1st』では、「俺」であったり「僕」であったり「私」であったりと一定していなかったが、『2nd』以降は「僕」に統一されている。
当初はCBの理念よりもヴェーダの意思を至上のものとして行動し、その意に反するものはたとえ味方であっても一切容赦をしなかった（特に刹那との仲は険悪だった）が、ヴェーダの意思がハッキングによって歪められていることを悟ってからは、トリニティを共通の敵と認識したことや、マイスターらの過去を知る機会を通して、それらの悪感情は氷解していく。精神的に脆い面があり、ヴェーダをアレハンドロとリボンズによって完全に掌握され、リンクを断たれてしまった際には激しく動揺している。その際に生じた自身のミスによってロックオン（ニール）が負傷したことを負い目に感じ、国連軍との最終決戦ではナドレで出撃し、彼の仇を討とうと奮戦する。パトリックとの戦闘で他のマイスター同様機体は大破するが、搭載されているGNドライヴをCBに持ち帰る。
その後は壊滅状態のCBの再建に乗り出し、『2nd』では、セラヴィーのマイスターとなり、ヴェーダの判断ではなく「自らの意思で戦う意味を模索する」ようになる。セラヴィーは、亡きニールの志を継ぎ、彼の望んだ平和な世界を創るため、再度世界と向き合おうとするティエリアの意志が込められ建造されている。容姿は変わらないが、仲間の意思を尊重し、時にはぎこちないながらも冗談を言うようになるなど精神的に大きな変化を遂げており、アロウズの暴虐な政策によって支配された世界について、他人事のようにしか考えていない沙慈を叱責して諭すといった面も見せている。アロウズの上層部が参加するパーティへ情報を得るために潜入した時は、スメラギの発案で女装をし、仕方なくリボンズとダンスを踊る。その後、リボンズからイオリア計画の全貌を告げられ、計画よりもニールへの情に流されていることを指摘された際には動揺するも、ニールを心の支えにして自分の信じた道を進むことを宣言。自分を味方に引き入れようとするリジェネやリボンズらイノベイド達と決別する。
最終決戦ではリヴァイヴとヒリングの連携攻撃により撃墜された後、機体を捨ててイノベイター勢力の母艦ソレスタルビーイング号に潜入する。ヴェーダの前でリボンズと対峙し射殺されてしまうが、その存在はヴェーダ内の意識体として残留し、ダブルオーライザーのトランザムバーストでリボンズの脳量子波が乱れた瞬間に、自身と同様に意識体となっていたリジェネの協力を得てヴェーダをリボンズから奪還。そしてセラフィムのトライアルフィールドを発動させ、イノベイター勢力の機体を制御下に置く。その後はヴェーダのシステムの一部となり、ヴェーダ本体にたどり着いた刹那に、イオリアの計画について全容を明かす。最終決戦後は、数世紀先に予想されるイオリア計画第三段階（外宇宙への進出）を見据え、ヴェーダの中で意識体となって人類を見守る。CBのメンバーにもたびたび支援を行っており、『劇場版』に登場するダブルオークアンタに搭載された新型GNドライヴは、眠りにつく前のティエリアが、ヴェーダ内で見つけたドライヴの全情報をCBに送ったことにより製造されたものである。
『劇場版』では仲間達、そして人類に迫る脅威を防ぐべく、新たにスペアの肉体と新型のラファエルを製造し、ELSと交戦するCBに合流。イオリアが予見した「来るべき対話の時」が訪れたことを悟り、その対話を行うことになりうるであろう刹那を守ろうと戦線に加わる。刹那がELSに取りこまれそうになった時には、分離させたセラヴィーIIを同時に操縦することで刹那を救出し、その身を犠牲にラファエルとセラヴィーIIを自爆させ、アレルヤとロックオン（ライル）が離脱する時間を稼ぐ。これにより肉体と機体は失ってしまったが、その後は再びヴェーダと一体化。ELSとの最終決戦では、ダブルオークアンタのコンピュータに自身の意識体をインストール（ヴェーダからクアンタへ意識体が移動しており、意識体を分裂・複製しているわけではない）することでELSとの「対話」に向かう刹那に同行。ELSの母星に赴く彼と共に量子テレポートを敢行し、最後までサポートし続ける。
西暦2314年から50年後の西暦2364年には刹那と共に地球へ帰還し、第三段階となった人類の発展を見守っている模様 。 地球に不在の50年間は全てがELSとの対話に費やされたわけではなく、外宇宙を寄り道しての旅とされる。
ティエリアは永遠に老いることはなく、また基本的に死ぬことはない不変の存在である。一方で自身にも一定の生死観を持ち得ており、脚本家の黒田によるノベライズではヴェーダと同化後に「最後にこれだけは言わせて欲しい」との書き出しで以下の独白が公開されている。亡きロックオン（ニール）へ向け、あなたがいてくれたから自身は人間として生きられた、あなたを失った悲しみが癒えることはないが、それでも未来を目指すとし「あなたのもとに行くのは、もう少し時間がかかるが、あまり早くに行くと怒られるだろうから、これでいいのだと思う」と自身の心中を語っている。最後に「あなたへの想いを形容する言葉が見つからない」とし、そんな想いが自身を人間にさせてくれると述べ、「ありがとう」「いつか、どこかで」と結ばれる。
なお、ティエリアは番組当初から表向きを少年と装い活動する性別不明・肌を見せるのが大嫌いという設定が存在しており、実際の肉体・精神については予め「男か女かと言うなら、どちらとも言えない」との言及がされていた。セカンドシーズンからは正体が明らかになるにつれ情報が開示されて行き、『劇場版』終了後を含めた現在までのほとんどのアニメ書籍のキャラクター項目では、実際のティエリアが中性（精神・肉体に男女に偏った性別を持たない）である表記と個人解説がされている。また、性別を男性とする媒体について「それは公式設定ではない」「間違い」であり「今後もティエリアの性別が公式で男性になることは絶対に無い」と監督コメントが出された経緯を持つ。
また、敵と同じイノベイドであることを知らなかったために、一部で「人間だと思っていた」と書かれることがあるが、これは間違いである。本編のティエリアは、自身が人間に任せられない計画のために造られたヒトならざるモノであることを自認している。
外見年齢は全シリーズを通して固定されており16歳を想定して作成された。実稼動年齢は1stシーズン時点で推定2歳以上 - 5歳以下とされる。
『ティエリア・アーデ』とは天使と地球を語源とした言葉から由来させた造語であると明かされている。
レティシア・アーデ（Laetitia Erde）
『ガンダム00 Festival 10 "Re:vision"』内のリーディングライブに登場するデュナメスRIIIのマイスター。ELSとの対話の旅に出たティエリアがCBを支援するために用意したティエリアと同型のイノベイド。ティエリアの記憶を引き継いでいるが、ティエリアとは独立した個別の人格をもつ。
グラハム・エーカー（Graham Aker）
声 - 中村悠一
エクシアRIVのマイスター。詳しくは該当の項目を参照。

### プトレマイオスクルー
ガンダムを搭載するCBの母艦「プトレマイオス」「プトレマイオス2（改）」の乗員で、CBが行う武力介入の中心となる者達である。機密保持のため、必要最小限の人数によって構成されている。CBに参加することで、ヴェーダによってあらゆるデータベースからその存在が抹消されるため、天涯孤独に近い身の上の者が多く、戦争の惨禍がCBに参加した理由であることなど共通点も多い。長い戦いを経て乗員の絆は「家族」と呼ばれるほどに深まったが、それゆえに『1st』終盤における国連軍との戦いで、マイスターを含め4名が死亡したことは、生き残った乗員にとって大きな衝撃となった。『2nd』ではイアンの娘であるミレイナと無自覚の内にスパイの役割を担わされたアニューが加わったほか、沙慈やピーリス（マリー）がCBに保護されるという形で乗船し、整備などの作業にも協力している。
スメラギ・李・ノリエガ（スメラギ・リ・ノリエガ）
声 - 本名陽子
ガンダムが行う作戦立案をほぼ一手に手掛ける優秀な戦術予報士。2281年8月24日生まれ。『1st』では26歳。身長163cm。体重49kg。正確には艦長ではないが、リーダーとしてプトレマイオスチーム全体の指揮を行っている。大胆かつ繊細な作戦を得意とし、周囲からの信頼も厚いが、大酒飲みで作戦中にも平気で飲酒しているところを注意されることも少なくない。
本名はリーサ・クジョウ。アメリカ出身の日系スペイン人である。ユニオン領内の国際大学に留学していた頃にはマネキンやビリーとの交友があり、既に優秀な戦術予報士として知られていたマネキンは憧れの存在であった。17歳で大学を卒業してAEU軍の戦術予報士となったが、とある作戦において、情報共有の不足によりマネキンが率いる味方部隊との同士討ちという大惨事を招いてしまう。この事件で、恋人であったエミリオを失ったことが大きなトラウマとなり、それがCBに参加する一因になる。CB参加後もそのトラウマからは脱却できず、大量の飲酒はそれから逃れるためでもある。
『1st』では「戦争根絶」を信じてガンダムによる武力介入の指揮を行ったが、国連軍との決戦でCBは壊滅し、多くの仲間を失う。戦後は各地を放浪し、戦いを経ても何も変わらない世界を見たことで、自分の戦いは過去を払拭するためのエゴでしかなかったと絶望し、CBからは事実上脱退する。
『2nd』では31歳。身長の変化は無し。体重51kg。以前よりも髪を短くしている。旧友であるビリーの下で、酒浸りの日々を送る。刹那によって半ば強制的にCBへ連れ戻された後も、積極的に活動に参加しようとはしなかったが、アレルヤ救出作戦の立案をきっかけに、自らの「戦う理由」を問い直したことで徐々に立ち直り、再びCBの一員として戦いに身を投じるようになる。後にマネキンがアロウズの指揮官となっていることを知り、再び苦悩するが、過去からは逃れられないと悟り、戦い続ける決意をしている。なお、CB以外で彼女の素性を把握しているのはビリーとマネキンのみであり、マネキンはその戦術からCBの指揮官がスメラギだと見抜いており、ビリーは刹那が自宅を訪れた際にスメラギがCBのメンバーであることを知る。さらに「ブレイク・ピラー」事件において、落下する軌道エレベータの破片から地上を守ろうと敵味方を問わず有視界通信で協力を依頼したため、正規のCBのメンバーでは唯一その素性が公になってしまっている可能性がある。
アロウズ・イノベイター勢力との最終決戦では、和解には至らないもののマネキンと共闘する。プトレマイオス2へ突入してきたビリーと再会し、彼がイノベイター勢力による支配を主張することに対しては、「過去に犯した過ちは自分達で払拭しなければならない」と否定する。その後、トランザムバーストによる精神感応によって心からの謝罪が伝わったことで、ビリーと和解を果たす。最終決戦後も、CBの指揮官として活動を続けている。
『劇場版』では33歳。『2nd』の頃より更に髪を短くしており、セミショートくらいになっている。イノベイターとして覚醒した刹那やクルーと共に、対ELS作戦の中心人物として、プトレマイオス2改で指揮を執る。地球圏防衛の最終決戦では連邦軍と協力し、艦が侵食されながらもELSと戦い続ける。この功績が元で、西暦2314年から50年後の西暦2364年には、完成した外宇宙航行艦に「スメラギ」という艦名が付けられる。
なお、ヴェーダからの情報を元に戦術を組み立てる関係上、アクセス権限はレベル4であることが『00F』で判明している。
フェルト・グレイス
声 - 高垣彩陽
プトレマイオスの戦況オペレーター。2293年12月28日生まれ。『1st』では14歳。身長155cm。体重42kg。当時のクルーの中では最年少である。外伝『00P』に登場する第2世代ガンダムのマイスター、ルイード・レゾナンスとマレーネ・ブラディの娘である。ガンダムプルトーネの事故により2人が死亡したため、組織によって育てられたが、事故に関する詳細は秘匿義務のために知らされていない。フェルト・グレイスという名前は本名ではなく、組織の中で生きるための名前として、両親とその友人であるシャル・アクスティカによって付けられた偽名であり、本名は不明。髪をピンク色に染めているが、これは地球で育った人間ではないことにコンプレックスを抱いているため。同様に組織で育てられたシェリリン・ハイドとは、友人同士であるとされる。
当初はあまり感情を表に出さず、他者とのコミュニケーションを苦手としていたが、プトレマイオスが初めて戦闘に巻き込まれた際には、年上のクリスを励ますほどの芯の強さを見せている。ロックオン（ニール）には彼から本名や素性を明かされたことをきっかけに淡い恋心を寄せていたが、想いを告げないまま彼とは死別することとなる。
『2nd』では19歳。身長161cm。体重47kg。変わらず戦況オペレーターを務めており、親しかった仲間たちの死を乗り越え、表情や言動も女性らしく柔らかくなっている。また、髪型を一本結びに変えている。自身と似た境遇であるミレイナに対しては、年上として気遣う姿も見られる。当初はニールとほとんど同じ容姿でありながら性格の異なるライルに対する戸惑いを隠せず、かつての敵であるピーリス（マリー）がCBに保護された際には、ピーリスとして犯した罪を巡り彼女にわだかまりをぶつけてしまうが、アレルヤの説得もありマリーには謝罪し、ライルのことも徐々にCBの仲間として認めるようになる。
イノベイター勢力との最終決戦では、出撃前の刹那にラボで育てられたという一輪の花を渡している。その花には「家族」として生還を願う気持ちとともに、刹那への淡い想いが込められていた。製作段階では、大破した機体からこぼれ出たこの花をプトレマイオス2が見つけ、漂流する刹那の位置を知るという演出も考えられていたが、過去の作品への過剰なオマージュになるとして見送られた。しかし、『スペシャルエディションIII リターン・ザ・ワールド』ではこの演出が採用され、新規カットとして追加されている。最終決戦後もCBに残り、皆が命を引き換えにして変えた世界を見続ける決意を口にしている。
『劇場版』では21歳。髪型をショートカットに変えており、歳月を経て大きくなった刹那への想いと、その刹那がイノベイターとしての能力から孤立しかかっていることに胸を痛めている。ELSとの戦闘で刹那が意識不明となった際には、回復を信じて意識を取り戻すまで彼の側に寄り添う。劇中終盤にプトレマイオス2改がELSの侵食を受け、スメラギに退艦命令を出された時には、『1st』終盤でのクリス達の事例を思い浮かべ、「また除け者にする気ですか!」と断固として拒否し、艦に残って戦う強い意志を見せる。
クリスティナ・シエラ
声 - 佐藤有世
高度なプログラミング能力を持つプトレマイオスの戦況オペレーター。2286年3月29日生まれ。22歳。身長160cm。体重47kg。愛称は「クリス」。気さくな性格で他のクルー達からの信頼も厚い。義母との折り合いが悪く、家出した後はクラッキングで生計を立てていたため、CBにスカウトされた時は逮捕されるかCBへ入るかの瀬戸際だった。
フェルトを妹のようにかわいがり、自由時間には買い物に連れ出すなど、あまり感情を見せることのなかったフェルトに大きな影響を与える。一方、当初は自分が戦争をしているという意識が稀薄だったため、初めて死の危機に直面した際にはパニックを起こし、フェルトに逆に叱咤される一幕もあった。朝食前の短い時間（正に朝飯前）で合同軍事演習のデータをハックしたり、スメラギの要請でガンダムに対するヴェーダのバックアップが断たれた場合に備え、独自の操縦支援システムを突貫で完成させるなど、随所でそのプログラム能力の高さを発揮している。
国連軍との最終決戦では、機転を利かせてフェルトを強襲用コンテナへ避難させたが、その直後にブリッジへ砲撃を受け、リヒティとともに致命傷を負う。その際、機械化されたリヒティの肉体に衝撃を受けるが、彼の想いを受け入れ、最期の瞬間までフェルトのことを心配しながら艦の爆発に巻き込まれて死亡する。
『劇場版』では、ロックオン（ニール）やリヒティと共に意識不明の刹那の夢の中に現れ、彼を勇気付ける。
リヒテンダール・ツエーリ
声 - 我妻正崇
プトレマイオスの操舵士。2286年6月12日生まれ。21歳。身長179cm。体重59kg。愛称は「リヒティ」。陽気で調子のいい性格だが、技術者だった両親は太陽光発電紛争に巻き込まれて死亡しており、自身も瀕死の重傷を負って失った身体の大半を機械化することで生命を維持しているなど、その性格は悲惨な境遇の裏返しという面もある。機械に依存する自身について、自分は死んでいるのか生きているのか、人なのか機械なのか、自らのアイデンティティーに苦悩している。
国連軍との最終決戦では、ブリッジへの砲撃を受けた際にクリスを庇って致命傷を負う。その死の間際、機械化された自身の身体のことと彼女への想いをクリスに告白し、想いが受け入れられたことに満足そうな笑みを浮かべながら息絶える。
『劇場版』では、ロックオン（ニール）やクリスと共に意識不明の刹那の夢の中に現れ、彼を勇気付ける。
ラッセ・アイオン
声 - 東地宏樹
プトレマイオスの砲撃士。2282年10月16日生まれ。『1st』では25歳。身長183cm。体重66kg。予備マイスターとなっているが、元はエクシアのパイロットとして有力視されていたマイスター候補の1人であった。やや皮肉屋な性格で、身体を鍛えることが趣味である。CBにスカウトされる前はマフィアのメンバーだった。GNアームズの配備後はそのパイロットとなり、刹那のエクシアをサポートする。戦う理由について迷う刹那に対しては「CBは存在することに意義がある」と諭すなど、強い信念を持つ大人として、比較的若いメンバーの多いプトレマイオスクルーの支えとなる。国連軍との最終決戦では、刹那とともにアレハンドロが搭乗するアルヴァトーレと激戦を繰り広げ、機体は大破するも、生還を果たす。
『2nd』では30歳。砲撃士を務めるが、アニューが乗船するまでは操舵手も兼任する。他のメンバーには隠しているが、『1st』の決戦での負傷が原因で、毒性のあるGN粒子に身体を蝕まれている。病状は進行しており、スメラギからプトレマイオス2を降りることも勧められたが、休んでも治るものではないと断っている。イノベイター勢力との最終決戦では、敵本拠地突入後のプトレマイオス2を0ガンダムに搭乗して防衛する。0ガンダムのGN粒子が底を突くと同時に蝕まれた身体も限界を迎えたが、その直後にトランザムバーストによって放出されたGN粒子を浴びたことで、病状が奇跡的に回復。プトレマイオス2へ戻って再び操舵を務め、決戦を最後まで戦い抜く。
『劇場版』では32歳。プトレマイオス2改の操舵及び砲撃士を兼任しており、皆と協力してELSとの戦闘に当たる。ELSに関しては、戦うべきだと主張するロックオン（ライル）の意見に賛成している。
イアン・ヴァスティ
声 - 梅津秀行
プトレマイオスの総合整備士。2256年1月21日生まれ。『1st』では52歳。身長167cm。体重60kg。ガンダムやプトレマイオスの整備・装備開発などを担っている。かつては、AEU軍所属の技術者だった。『1st』の時代より15年前に、医師のモレノと共にスカウトされてCBの一員となる。外伝に登場する、第2世代ガンダムマイスターとも知り合いである。『1st』ではガンダムの地上での単独行動が多かったため、整備や補給・データ収集のために地上に降りていることが多い。気さくな性格で、ロックオン（ニール）やラッセなどからは「おやっさん」と呼ばれ、親しまれている。『00F』に登場するシェリリンにもメカニックの手ほどきを行っており、「師匠」と呼ばれて尊敬されている。また、「カッコよくないメカは勝てない」という持論を持っている。国連軍との決戦後は、「ツインドライヴシステム」を搭載するダブルオーのほか、新型ガンダムの開発を行い、CBの復活に備える。
『2nd』では57歳。愛娘であるミレイナと共にプトレマイオス2に乗船。娘と共に機体の整備を務めたほか、戦闘では自ら砲手を務めることもある。CBの戦いに同行することになった沙慈をサポートするが、メメントモリの破壊に向かう途中、オーライザーの整備中にアロウズの攻撃で重傷を負い、駆けつけた沙慈に機体を託すも、その決断が沙慈の苦悩の遠因となってしまう。その後、苦悩を乗り越えた沙慈が戦う決意を固めた後は、自ら準備したパイロットスーツを与えた。最終決戦後もCBに残り、傷ついたガンダムの修復や次世代のガンダムの開発を、夫婦で中心となって行っている。
『劇場版』では59歳。リンダと共にダブルオークアンタの開発に専念し、機体をプトレマイオス2改まで送り届ける。ミレイナがデータのみの存在となったティエリアに告白した際には、激しく動揺する一面を見せる。ELSとの最終決戦では、夫婦でプトレマイオス2改の火器官制を担当。艦がELSに侵食されて戦闘不能になりつつある中、リンダと共に「最後まで諦めるな」とスメラギたちを励ます。ELSにサブブリッジまで侵食されて脱出不能になった際には、夫婦で覚悟を決めてミレイナに最後の別れの通信を送るが、自身らへ侵食が到達する寸前にELSの活動が停止したため、無事に生還を果たす。
JB・モレノ（ジョイス・モレノ）
声 - 四宮豪
プトレマイオスの船医。43歳。身長180cm。体重61kg。イアンとは旧知の仲で、CB加入以前は国境なき医師団に所属していた。艦内クルーには「JB・モレノ」と名乗っている。外伝『00P』では「ジョイス・モレノ」の名で登場し、第2世代機プルトーネの事故で心身に深い傷を負ったシャルの治療を担当する。プルトーネの事故を機にGN粒子の有毒性についても調べるなど、事故を知る数少ない生き証人だった。ガンダムマイスター874から提供されたナノマシンやエージェントだったグラーベ・ヴィオレントの存在からイノベイドに関する研究も進めており、それらの医療データは弟子であるテリシラ・ヘルフィに受け継がれたる。
国連軍との最終決戦時、アルヴァトーレの砲撃を受けたプトレマイオスのメディカルルーム付近の損壊に巻き込まれ、死亡する。
ミレイナ・ヴァスティ
声 - 戸松遥
『2nd』から登場。2298年11月28日生まれ。イアンとリンダの娘で、『2nd』の乗員では最年少の14歳。身長147cm。体重37kg。若年であるため、リンダの希望により『1st』および壊滅後のCB再建自体には参加しておらず、活動を再開する際に加入する。「〜です」や「〜ですぅ」といった独特の語尾が特徴。一人称は「ミレイナ」。他のクルーのことは基本的にラストネームに「さん」付けで呼んでいる。プトレマイオス2（改）の戦況オペレーターのほか、父譲りのテクニックでガンダムの整備も務める。フェルトや『00F』のシェリリン同様に組織の中で育てられたが、年相応のとても明るい性格で、長く激しい戦いで沈みがちな艦内の重要なムードメーカーとなっている。一方ではアニューの人質から救出された時は泣き出したり、最終決戦でセラフィムが大破した際には目に涙を浮かべ、一時語尾を省いた普通の話し方になっている。年頃の少女らしく色恋沙汰に敏感で、親しそうな男女を見かけては「つかぬことをお聞きするです。2人は恋人なのですか?」とストレートに尋ねている。
『劇場版』では16歳。語尾は相変わらずだが、髪型をツインテールからウェーブのかかったセミロングに変更し、本人曰く「大人への脱皮中」とのこと。マリーのことは「ピーリスさん」と呼んでいる。また、ティエリアに対して片思いを抱いていたことを初めて打ち明けており、再びヴェーダ内のデータのみの存在となっていた彼に対して「どんな姿になってもアーデさんが大好き」と言っている。劇中終盤では艦がELSに侵食され、スメラギから退艦を促されるが、フェルトと同じく拒否し、最後まで戦う意思を見せる。両親がELSに取り込まれそうになった状況を見た時には、涙を流して感情を露にしていたが、刹那の説得に応じたELSが寸前で侵食を止めたため、両親やクルーと共に無事生還する。
アニュー・リターナー
声 - 白石涼子
『2nd』から登場。身長170cm。体重49kg。留美の紹介によりCBに参加し、ラグランジュ3での補給後からプトレマイオス2に乗船し、操舵手を務める。「宇宙物理学、MS工学、再生治療の権威であり、操船技術や料理に長け、おまけに美人」とイアンに評されるほどの逸材である。
乗船後、プトレマイオス2の位置がアロウズ側に把握されていることについて疑問を持ち、時折不審な行動を取るロックオン（ライル）が関係しているのではないかと、当初は彼に疑いの目を向けていた。しかし、素性を知ったことをきっかけに心を通わせ、徐々に恋人関係となっていく。しかし、その正体は情報タイプのイノベイドであり、プトレマイオス2の位置が把握されていたことも彼女の存在が原因であった。本人にその自覚はなかったが、同じ遺伝子ベースから生み出されたリヴァイヴの脳量子波を受けたことで、イノベイターとしての使命に覚醒し、CBから離反する。その際、トランザム及びツインドライヴシステムに関するデータが彼女によって盗み出され、イノベイター勢力側の機体に利用されることとなる。
その後、ガッデスのパイロットとしてプトレマイオス2を襲撃し、ライルのケルディムと死闘を演じる。戦いの末、ライルの必死の説得に心を動かされたが、それを許さないリボンズの脳量子波によって意識を完全に乗っ取られ攻撃を再開。ケルディムを撃墜寸前にまで追い込んだが、あらかじめ「もしもの時は自分が撃つ」と宣言していた刹那のダブルオーライザーによって撃墜され、戦死する。最期の瞬間には、ダブルオーライザーによる意識共有領域にて、ライルと自分が分かり合っていたことを確かめ、このような形であれライルと巡り合えた運命に感謝している。彼女とライルの悲劇は同じように分かり合っているルイスと同じ事になるのではという不安と悲しみを沙慈に与える。後にライルは悲劇の発端を作ったリヴァイヴを倒し、家族の墓の隣にアニューの墓を作り、彼女を弔っている。
突然イノベイターとしての使命に覚醒した理由について、アニメ本編では示唆されるのみで明言はされていないが、アニューを演じた白石のブログでは、「今までの全ての記憶や感情は持ったまま、リヴァイヴの脳量子波によってイノベイターとしての使命が覚醒した」と説明されており、その後のプラモデルの解説書などでも同様の説明がなされている。
『2nd』最終話及び『劇場版』では、彼女と同じ塩基配列タイプのイノベイドである、報道官（声 - 白石涼子）が登場している。
ハロ（Haro）
声 - 小笠原亜里沙（オレンジ）、高山みなみ（赤）、佐藤有世（青）
CBが多数所有する、独立AIを搭載したペットロボット型情報端末。人の話し言葉を解し、その内容に疑問があれば質問を返すなど、極めて高度な言語機能を有する。整備マシン「カレル」とドッキングすることで艦やガンダムの整備を行っており、機密保持のために最低限の人員しかいないプトレマイオスチームにとって、必要不可欠な存在である。『1st』ではデュナメス、『2nd』ではケルディムやオーライザーのコックピットに搭載され、重要な操縦支援を担っている。『劇場版』ではサバーニャの機体制御や火器管制がハロ1体で賄える限界を超えたため、オレンジハロに加えて新たに青ハロを同乗させることで、これに対処している。赤ハロも引き続きオーライザーの制御を担当していたようだが、声のみでしか確認できないため、ダブルオーライザーとともに失われたかは定かではない。
プトレマイオスチームは色違いのハロを複数所有しており、全機が互いを「キョウダイ」（兄弟）、オレンジハロを「ニイサン」（兄）として認識している。また、トリニティ所有の紫色のハロ「HARO」と、オレンジハロの2体は、イオリア存命時から稼動しているオリジナルのハロである。

### トリニティ
ガンダムスローネを所有する3人のガンダムマイスター。CBを名乗るが、プトレマイオスチームとは行動を共にせず、「チームトリニティ」として独自の武力介入を行う。リボンズの細胞から得られたデータを（ネーナは『劇場版』に登場するミーナ・カーマインの先祖の遺伝子も基にされていたため、容姿が彼女と酷似している）基に、遺伝子操作によってガンダムマイスターとなるべく生み出されたデザインベビーで、実の兄妹として強い絆で結ばれている。
三大超国家による共同のガンダム鹵獲作戦において、窮地に陥ったプトレマイオスチームのガンダムの救援として登場。「武力による戦争根絶」という目的は同じだが、それまでのCBによる武力介入は不十分であるとして、より大規模で激しい過剰なまでの武力介入を行った。その際に民間人を攻撃したことをきっかけとして、後にプトレマイオスチームからは紛争の幇助者とみなされ、決別されている。実際にはイオリア計画の改変を目論む監視者のアレハンドロが生み出した捨て駒に過ぎず、「ガンダムに対する世界の敵意を煽り、統合を促す」ことこそが真の役割だった。国連軍の結成によってその役目が終わると、アレハンドロによって国連軍へ情報をリークされ、ジンクス部隊の襲撃を受けてアジトを失い、逃亡する。最後は孤立無援となり、刺客として差し向けられたサーシェスによって壊滅させられる（この時、ネーナは刹那に助けられて唯一生き残り、王留美の配下となるが、4年後の西暦2312年にラグランジュ5のコロニー「エクリプス」付近でルイスのレグナントに討たれ、トリニティは全滅する）。アレハンドロの目論見通り、世界に撒いたガンダムへの憎悪はプトレマイオスチームへ向けられることになり、アレハンドロ自身は刹那に討たれたものの、CBが一時的に崩壊してアロウズ（それを影から操るリボンズ率いるイノベイター勢力）が世界を牛耳るきっかけとなる。
コミック版では、モニター越しにプトレマイオスチームと接触している。
ヨハン・トリニティ
声 - 小西克幸
長男、ガンダムスローネアインのマイスター。26歳。身長188cm。体重75kg。冷静沈着な性格で、言動もきわめて穏やかである。ミハエルやネーナをまとめるリーダー役を勤める。弟妹と異なり、ガンダムマイスターとしての矜持も備えており、無益な殺生は行わず、自身の失態も素直に認める潔さもある。だが、自分たちやその使命を特別なものであると強く意識しており、使命に関係のないことには冷淡であまり興味を示さない。それゆえに、ネーナが故意に民間人を攻撃した際にも軽い注意で止めており、プトレマイオスチームの方針を「世論の反応を気にしながら武力介入を行っている」と批判している。
三ヶ国合同軍事演習の初登場時では、AEU軍に鹵獲されかけていたヴァーチェの窮地を救い、ユニオン軍に鹵獲されかけていたデュナメスの窮地も救う。兄妹でユニオンのMSWAD本部の襲撃も行い、その際はエイフマン教授を殺害している。しかし、アイリス社の軍事工場を襲った際には、出撃してきたグラハムの猛攻を受け、乗機の片腕とビームサーベルを失うという苦渋を味わわされている。その後も戦争根絶のためと信じて疑わず、与えられた任務を忠実に実行し続けたが、役目を終えたことでアレハンドロから切り捨てられ、サーシェスの襲撃を受ける。ミハエルが射殺され、自身も銃で撃たれながらもスローネアインでミハエルの仇討ちを試みるものの、乗機をサーシェスに強奪されたスローネツヴァイの攻撃でほぼ一方的に蜂の巣にされ、戦死する。その最期の言葉は、信念を打ち砕かれた失意を訴えるものであった。
コミック版では弟妹の目の前でサーシェスの駆るジンクスに撃墜され、失意を訴えることもなかった。
ミハエル・トリニティ
声 - 浪川大輔
次男、ガンダムスローネツヴァイのマイスター。19歳。身長171cm。体重60kg。短気かつ好戦的な性格であり、戦闘を遊びと半ばにしているところがある。劇中では、ガンダムの圧倒的な性能で敵機を嬲り殺す場面も見られる。
妹のネーナのことを溺愛しており、プトレマイオスに乗船した際には彼女が気にする様子を見せた刹那に殺気立ち、ナイフまで取り出している。ネーナが民間人を虐殺した際は「疲れているだけだ」と肯定した。兄のヨハンを慕いつつも頭が上がらず、彼の命令のみは聞き入れる。三ヶ国合同軍事演習の初登場時には、人革連軍の猛攻を受けていたキュリオスを救出した。ユニオンのMSWAD本部襲撃時には、戦いを挑んできたハワードを殺害している。その後、国連軍の追撃から逃れる途中、協力者と偽って現れたサーシェスに射殺され、スローネツヴァイを奪われる。
コミック版ではヨハンと死亡する順番がアニメ版と逆になっており、サーシェスの駆るジンクスの攻撃によってコクピット内で死亡し、スローネツヴァイを奪われる。
ネーナ・トリニティ
声 - 釘宮理恵
末妹、ガンダムスローネドライのマイスター。『1st』では17歳。身長151cm。体重42kg。脳量子波を操る能力を持ち、限定的ながらヴェーダにアクセスできる。三ヶ国合同軍事演習の初登場時では、サーシェスの乗るアグリッサを破壊し、プラズマフィールドで苦しめられていた刹那のエクシアを救出した。それ以降、刹那のことを気にかけており、プトレマイオスに乗船した際には、いきなり刹那にキスをして周囲を唖然とさせた。
性格は一見すると明るく活発だが、その本性は自分勝手かつ倫理観が大きく欠落しており、幼児的な残虐性を持っている。任務からの帰投中、「自分たちが戦いで疲れているのに、楽しげにしているのが気に入らない」という理由で無関係のパーティ会場を砲撃して多数の民間人を虐殺する事件を引き起こし、プトレマイオスチームにトリニティとの決別を促すこととなる。また、この事件現場にルイスが居合わせて唯一の生き残りとなったことがきっかけで、彼女は沙慈と別れてガンダムに憎悪の念を抱きながらアロウズへ入隊し、相続したハレヴィ財閥の資産を投じてアロウズ最大の出資者ともなったうえ、その資産によって反抗勢力を虐殺するための兵器が多く生産されることとなる（ルイス自身はそのことを知らなかった）。この事件は沙慈にも影響を与え、彼は姉・絹江の非業で不可解な死も相俟ってガンダムとCBがすべての元凶だと誤解し、この誤解と憎しみは『2nd』でのプトレマイオスチームとの交流を経て彼らの人間性を認めるまで続くことになる。
トリニティ壊滅の際には、兄たちと共にサーシェスに殺されかけるが、刹那によって窮地を救われ、その後は留美に保護されている。
『2nd』では22歳。身長156cm。体重44kg。留美を「お嬢様」と呼び、彼女の私兵としてさまざまな任務をこなす。しかし、本心では恵まれた環境で育ちながら世界に対して不満を抱き、イノベイター勢力とも繋がりを持つようになった留美を強く嫌っている。メメントモリ攻略戦では独断でCBに情報を送ったほか、ヒリングと交戦する刹那を援護し、プトレマイオス2が地上へ不時着したことを教えるなど、独自の行動を見せるが、刹那との和解には至らなかった。アロウズによるブレイク・ピラー事件後は、留美がリボンズから切り捨てられたことに伴って反旗を翻し、留美が母艦としていたトリニティ艦を撃沈すると、ラグランジュ5のコロニー「エクリプス」に逃げ込んだ留美と紅龍を追い詰めて紅龍を射殺し、小型シャトルで脱出した留美も殺害する。しかし、その直後にはリボンズに切り捨てられたうえ、ラグランジュ5へ誘導されてきたルイスの駆るレグナントの恨み骨髄に徹した猛攻に為す術もなく敗北し、道具として使い捨てられた自分の境遇や兄たちの無念を訴えるも、親族全員を殺されたルイスの感情を逆撫でする結果となってコックピットを貫かれ、恨みの咆哮を上げながら戦死する。この様に自らの行いが返った形で命を落としたネーナだが、後述の紫HAROが回収された際、HAROに記録されていた彼女の画像がネットに流出。正体不明の美少女として話題となる。
水島監督は後に、ネーナと留美は互いに憎しみ合いながらも実は同類であったのだと説明している。
舞台『舞台 機動戦士ガンダム00 破壊による再生 Re:Build』では序盤は原作準拠であったが物語中盤からオリジナルストーリーとなっており、リボンズの手引きでアリー・アル・サーシェスとチームトリニティが手を組んで宇宙へと上がり、ソレスタルビーイングと三連合の三つ巴になるという展開になっている為出番が増えている。兄のミハエルとの連携でセルゲイ機を撃墜し、気を取られたソーマ機を撃墜するなどの戦果を見せている。最後はティエリアと接戦するも敗北し、兄であるミハエルとヨハンはサーシェスによって利用され戦死、サーシェスも撃墜されて戦死する中ただ一人生き残ったネーナはリボンズの許へ就いた。
続編である『舞台 機動戦士ガンダム00 -破壊による覚醒-Re:(in)nobvation』ではリボンズの許へ就いたネーナはアロウズに所属しており、他のアロウズの兵士やイノベイドとも交流を果たしている。しかしその立場は決して恵まれたものとは言えずイノベイドであるヒリング・ケア、イース・イースターからは「出来損ない」呼ばわりされ常に嘲笑を浴びせられる立場にあった。カタロン掃討作戦ではイノベイドと同じ機体に搭乗し、アレルヤとティエリアに強襲を仕掛け、刹那とも交戦する。その後は刹那に情報を教えたり、ルイス・ハレヴィに接触してガンダムの接近を伝えるなど独自に行動していたが物語後半でリボンズ達に用済みとして見限られてしまう。居場所を失くしたネーナは密かに隠していたガンダムスローネドライに搭乗して兄二人の仇であるソレスタルビーイングを襲撃、刹那と一騎打ちとなる。刹那に真意を問われたネーナは幸せに生きたいという本心を吐露して刹那に挑むも敗北。そしてその直後にリジェネによってネーナが両親の仇敵であることを知ったルイスの襲撃を受けるが刹那のダブルオーガンダムのGN粒子で沙慈と邂逅したルイスは復讐を留まり、それを見たネーナは捨て台詞を吐きながら戦闘を離脱し、生還を果たした。エピローグではハロと一緒にどこかに旅に出ている姿が見られ、アニメ本編とは逆の救いのある結末を迎えた。
HARO（Haro）
声 - 入野自由
トリニティが所有する紫色のハロ。『1st』の時代から約80年前（西暦2225年）、木星圏において破壊され、漂流していた木星探査船の中からコーナー家の調査団の手によって発見され回収される。目つきが悪く、口調もやや乱暴なのが特徴。ネーナのパートナーとして、スローネドライのコックピットで操縦支援などを行っている。トリニティがプトレマイオスに乗船した際には、オレンジハロから「ニイサン」と呼ばれているが、この2機のその後の展開は劇中では描かれず、彼らの関係は謎のままである。アレハンドロはこのHAROから得られたデータを基に、擬似太陽炉を開発する。
トリニティ壊滅後は留美の私兵となったネーナのサポートを引き続き担当したが、彼女が留美を殺害した際にはリボンズによってコントロールされ、彼女に粛清の宣告を行う。スローネドライがルイスのレグナントに撃破された後には、残骸の中をほぼ無傷の状態で漂う姿が確認できる。その後、西暦2314年の対ELS戦終了直後にデブリの回収業者によって回収されたとされている。

### サポートメンバー
王留美（ワン・リューミン）
声 - 真堂圭
世界に知られる名家である王家の当主で、世界中の社交界で名を馳せる、美貌のセレブ。2290年7月29日生まれ。当主となったのは15歳の時で、『1st』では17歳。身長152cm。体重41kg。CBのエージェントであり、自らの莫大な資産と、政財界に張り巡らされた人脈を駆使して、武力介入を開始したCBの活動をサポートする。『1st』ではプトレマイオスチームと対立するトリニティとも接触を持ち、トリニティ壊滅後に生き残ったネーナを自らの手駒として保護するなど独自の行動を見せており、その真意を掴みかねる面があった。
『2nd』では22歳。身長163cm。体重45kg。CBへの協力を続ける一方、裏ではアロウズにプトレマイオス2の位置をリークしたり、衛星兵器「メメントモリ」の建造費用を出資するなど、イノベイター勢力とも深い協力関係を築いている。リボンズへの反乱を目論むリジェネとも共謀しており、変革への願望はさらに加速している。メメントモリによってCBの抹殺も図ったが、ネーナが独断でCBに情報をリークしたことで失敗している。
『2nd』で彼女の真意は、CBの掲げる「戦争根絶」という理想そのものにはあまり興味を持っておらず、CBの武力介入によって「どんな形であれ世界が変革される」ことで、望まぬ当主の座を継がされ歪められた自分の人生をやり直したい、という願望からの行動であったことが明かされる。それは紅龍を困惑させ、ネーナの留美に対する反感を強めていくことになる。
これらの経緯からCBとは次第に距離を置いていったが、ブレイク・ピラー事件後、リボンズから「旧世代の古き者」という烙印を押され、「君はイノベイターにはなれない」と侮辱も受けたことで、イノベイター勢力から離反し、リジェネから得たヴェーダの所在の情報をCBに渡して、リボンズの計画を破綻させることを目論む。しかし、裏切ったネーナにより拠点としていたトリニティ艦を撃沈され、紅龍と共にラグランジュ5のコロニー「エクリプス」に逃げ込む。紅龍に今まで溜め込んできた鬱憤を吐き出す最中、追跡してきたネーナによって殺されそうになるが、紅龍の命を賭した行動に何とか助けられ、通信を受けて駆けつけた刹那にヴェーダの所在を記したメモを渡すことには成功する。
刹那は留美を助けようと同行を促すが、求める未来の違いからそれを拒絶。小型シャトルでの脱出を試みるも、脱出先を読んで待ち構えていたネーナのスローネドライに撃墜され、死亡する。
小説版では、彼女がある日突然、理不尽な形で当主を継がされ、その後に自分の世界に失望していった経緯が語られている。また、水島監督は彼女について、「自分自身が追い求めた未来が何だったのかが自分でも分からず、漠然と誰かに救ってもらいたがっていたが、他人と向き合い関係を築くことができなかったために破滅した」という趣旨の説明をしている。
紅龍（ホンロン）
声 - 高橋研二
留美を「お嬢様」と呼び、常に付き従う忠実な執事。2285年12月26日生まれ。『1st』では22歳。身長185cm。体重66kg。彼女の実の兄（書籍では、水島監督と脚本担当の黒田が異母兄と説明している）であるが、当主としての器に欠けていると判断されたため、代わりに当主とさせられた留美に一使用人として仕える身となっている。武術の達人で、留美のボディーガードも兼ねているほか、『1st』におけるアザディスタンの内戦では、武装したゲリラ数人を一瞬で叩きのめし、宗教指導者マスードを救出している。
『2nd』では27歳。CBと対立するイノベイター勢力にも協力している留美の行動を理解できず、複雑な思いで付き従っている。ヴェーダをCBに奪還させることで、イノベイター勢力の計画の妨害を目論む留美に同行するが、ネーナの裏切りによって艦を沈められ、ラグランジュ5のコロニー「エクリプス」へ逃げ込む。そこで留美から、代わりに当主とさせられたことで人生を歪められたと非難され衝撃を受けるが、追ってきたネーナの銃撃から留美を庇い、彼女を逃がすための盾となって射殺される。
小説版では、善良な気質を有するがゆえに王家当主の後継者から外されたこと、彼が留美にとって不本意な形で当主を継がせてしまったことを負い目に感じており、罪滅ぼしのつもりで留美に付き従っていたことが説明されている。
リンダ・ヴァスティ
声 - 早水リサ
『2nd』から登場。2280年5月20日生まれ。イアンの妻で、ミレイナの母。32歳。身長168cm。体重53kg。眼鏡をかけた若く美しい才媛で、夫と同じくCBの技術者である。ラグランジュ3の秘密基地において、オーライザーやGNアーチャーといった支援機のほか、新兵器の開発に携わっていた。57歳のイアンには不釣合いな若さは初対面のプトレマイオス2クルーにショックを与え、アレルヤからは「犯罪ですよ」と苦笑いされている。アロウズの攻撃により基地が陥落した際には輸送艇で他のCBスタッフと共に脱出し、アリオスに護衛され安全圏へと離脱する。
最終決戦前には、プトレマイオス2にガンダムの追加武装や0ガンダムを送り届け、戦闘ではイアンとともにプトレマイオス2のサブブリッジで砲撃管制を行う。最終決戦後もCBに残り、夫と共に新たなガンダムの開発を行っている。
『劇場版』では34歳。夫のイアンとダブルオークアンタの開発に専念し、機体をプトレマイオス2改まで送り届ける。劇中終盤では、イアンと共にELSに取り込まれる寸前の状況に追いつめられたが、無事助かっている。なお、イアンとは逆に、ミレイナの告白の際は「素敵な彼氏が出来てよかった」と喜んでいる（ただし、これはリンダによる発言であり、仲間意識ならばあると解説されるティエリアの意思とは関係がない）。
アヤカ・S・バフェット
4コマ漫画『ちょび00』に登場。CB情報部隊員広報担当。4コマを通して世界観・メカニックの解説、登場人物の紹介を行うシリーズのナビゲーター。
遊び心の溢れた子供っぽい性格で、誰に対しても敬語で話す。役割上仕方ないこともあるが口が軽く、機密情報や複雑な家族関係もしゃべりそうになって関係者に怒鳴られることもしばしば。戦争終結後は敵味方関係なく招待しての打ち上げパーティを企画、用意するなど粋な計らいをするしっかり者な一面もある。

### 創設者、監視者
イオリア・シュヘンベルグ
声 - 大塚周夫、磯部勉（『劇場版』西暦2091年時）
私設武装組織「ソレスタルビーイング」の創設者。西暦2051年生まれ。『1st』の時代から200年以上前の21世紀末の人物で、量子コンピュータ「ヴェーダ」、人工生命体「イノベイド」、そして「GNドライヴ」の基礎理論を確立させた稀代の天才科学者である。一般的には「軌道エレベーター」建設に伴う太陽光発電システムの基礎理論を提唱した、歴史上の人物として知られている。西暦2307年、全世界に向けて発せられたビデオメッセージによって、CBの存在を知らしめて、「武力による戦争の根絶」という目的を掲げ、世界中の全戦争行為に対する武力介入を宣言する。なお、AEU諜報機関本部長官とその秘書の会話や絹江とその同僚のJNN記者の会話によればイオリアの血縁は完全に途絶えており、資金の行方も不明となっている。
イオリア自身は月面に隠されたヴェーダの中枢施設にて、コールドスリープで眠り続けていたが、リボンズによってヴェーダが完全に掌握されたことでカプセルが姿を現し、アレハンドロによってコールドスリープ状態のまま射殺されてしまう。しかし、イオリアは計画を歪める者が現れることも予想しており、予め用意していたシステムトラップが発動し、ヴェーダ内のガンダムマイスターの情報が消去されると共に、オリジナルのGNドライヴに隠されていた「トランザムシステム」の封印が解かれる。そしてプトレマイオスチームに、CBに依らず、自らの意思で平和のために戦うよう伝えている。『2nd』では、「ツインドライヴシステム」のデータもその際に同時に送られていたことが明らかになっている。
また、『2nd』終盤にて、ヴェーダと一体化したティエリアにより、イオリア計画の全貌が明らかにされている。その内容は「CBの武力介入を発端とすることによって世界の統合を促し、人類の意思を統一させ、争いの火種を抱えたままに外宇宙へ進出することを阻止する」というもので、いずれ巡り合うであろう異種との対話に備え、人類を変革させるためのものであった。
『劇場版』では、西暦2091年に、40歳時のイオリアがE・A・レイという青年と、イオリア計画について会話をする描写がある。
イオリア自身は人類を嫌悪しているが、思い込みや先入観で真実や本質を見失っていることに失望しているだけであり、自身が作り出した計画によって、人類を分かり合わせるために変革が必要だと希望を語っている。『小説版』では、地中海の孤島で隠居生活をしていると明記されている。
西暦2314年時におけるELSの襲来により、西暦2364年では人類の約4割がイノベイターへ進化し、人類とELSの共存も進み、外宇宙航行艦で外宇宙へ出発するようになるなど、西暦2091年から約270年後に、イオリアの願った計画が実現を迎える。
アレハンドロ・コーナー
声 - 松本保典
ユニオンに所属する国連大使。2271年5月11日生まれ。36歳。身長188cm。体重69kg。その正体は、200年に渡ってCBの監視者の役割を引き継いできた、コーナー家の末裔である。そのMS操縦技術はガンダムマイスターらに匹敵するほど高く、自身の技量を作中で披露する以前にも刹那の操縦技術の未熟さを指摘するなどしている。
CBが創設された当初から、コーナー家はイオリア計画を自らのものとする野望を持っている。『1st』から80年前には、太陽炉に関するデータを入手するべく木星に調査団を派遣し、破壊された木星探査船より回収したHAROから得られたデータを基にして、擬似太陽炉とそれを搭載するMSの開発を行う。また、イノベイドであるリボンズの細胞から得たデータを基に、遺伝子操作によって独自のガンダムマイスターを生み出し、「チームトリニティ」を結成させている。
CBの計画は200年後の技術水準を前提としており、まさにその時代に監視者となり、さらにヴェーダにアクセスできるリボンズと出会ったことをアレハンドロは自身の運命と捉え、CBの計画への直接的な介入を行う。イオリアを「神を気取る理想主義者」と否定し、人類を導くのは今を生きる人間であるという信念を持ち、自分こそがその役割に相応しいと考える。劇中では、同じく監視者であるラグナと結託し、トリニティを操って熾烈な武力介入を行わせる。そしてガンダムへの敵意が十分に高まったのを見計らい、協力者を装い三大陣営に対して擬似太陽炉搭載型MS「ジンクス」を譲渡し、国連軍結成へと導く。
その後、用済みとなったラグナとトリニティをサーシェスを差し向けて抹殺し、自らはリボンズとともにヴェーダが隠されている月面施設へと向かう。施設ではヴェーダを完全に掌握し、コールドスリープを続けるイオリアを殺害したが、彼が予め用意していたシステムトラップを起動させてしまい、オリジナルの太陽炉に隠されていた「トランザムシステム」の封印を解くこととなってしまう。
CBと国連軍の最終決戦では、自ら金色の大型MA「アルヴァトーレ」に搭乗してCBの前に立ち塞がり、その圧倒的な性能でガンダムやプトレマイオスに大きなダメージを与える。GNアーマーTYPE-Eに搭乗する刹那に対し正体を明かすも即座に敵と断定され、アルヴァトーレを撃破される。その後はコアユニットであるMS「アルヴァアロン」で戦うも、トランザムを起動したエクシアに敗北した。その直後、リボンズから通信が入り、自身が傀儡に過ぎなかったことを暴露され、激昂しながらモニターを殴りつけると同時に機体が爆発し、死亡する。
小説版では、資金提供の見返りに監視者となったコーナー家に身を置くうえで、世界統一の計画達成の偉業がイオリアたちの名誉となる事に不満を覚え、離反した事が語られている。
『劇場版』では、西暦2314年に新政府のプロパガンダとして公開された「史実を元にした」というCBが活躍する映画（劇中劇）において、アロウズのリーダー的存在として描かれており、彼と瓜二つの役者が演じている。アルヴァトーレとアルヴァアロンを同時に操り、カタロンに大打撃を与えたが、ダブルオーライザーに撃墜され、死亡したという描写がなされている。
ラグナ・ハーヴェイ
声 - ふくまつ進紗
CBの監視者の1人。表向きはAEUのリニアトレイン事業の総裁を務めており、国際経済団のトップにしてJNNの大株主でもある。軌道エレベーターを自由に使う事ができ、なおかつMSを建造できるほどの財力を有する。アレハンドロと結託し、その財力によってガンダムスローネやジンクスを開発し、CBの計画への介入を行う。アレハンドロの命令をトリニティに伝える役割も担っていたが、国連軍結成後、用済みとなったことでサーシェスによって抹殺される。

## イノベイター勢力
イオリアの計画遂行のため、ヴェーダによって生み出された人工生命体。自分たちの存在を「イノベイター」と称しているが、イオリアが定義した本来の「イノベイター」とは、やがて現れるであろう進化した人類のことであり、物語の終盤で変革を果たした刹那のような存在を指す言葉である。よって、リボンズたちは正確にはイノベイターではなく、想像上のイノベイターを模して生み出された、人類の覚醒を促すための存在「イノベイド」である。
人間を超えた身体能力や寿命を持ち、遺伝子操作とナノマシンによって老化も抑制されている。大きな特徴は、脳量子波によってヴェーダと直接リンクすることが可能なことである。それにより、ヴェーダの目として情報収集を行うことや、逆にヴェーダから情報を引き出すことができる。また、ヴェーダを介することにより、遠く離れたイノベイド同士がリンクすることも可能である。イノベイドには、マイスタータイプと情報タイプの2種類が存在する。MSの高度な操縦が可能なリヴァイヴたちはマイスタータイプであり、性別を持たない。一方、アニューを含む情報タイプのイノベイドは、CBの武力介入が始まる遥か以前から無数に存在し、人間社会に紛れ込むことを目的として性別が設定されている。また、情報タイプは自覚することなく日々ヴェーダに情報を送り続けている。しかし、情報タイプは社会生活には必要ない能力が封印されているだけで、マイスタータイプと比較しても能力的に劣るわけではない。情報タイプのイノベイドはある一定の時期や条件によってヴェーダから「帰還」を命じられ、それまでの記憶と人格を消去した後に新たな記憶と人格をインストールし直して使い回されることが、外伝『00I』で語られている。
彼らの間ではヴェーダへのアクセス権にも優先権が存在し、より上位のイノベイドがアクセス権とリンクを切ることもできる。肉体が死亡しても意識データが残れば新たな肉体に意識データをインストールできるが、それにもヴェーダとのリンクが必要であり、リンクを断ち切られたイノベイドは完全に死亡する。作中では、リボンズ・アルマークがヴェーダを掌握して意識をリンクさせてからはヴェーダを破壊しない限り殺せない不死身の存在となっていたが、ティエリア・アーデとリジェネ・レジェッタのアクセス権とリンクを剥奪しなかったことが仇となり、ヴェーダを奪還されると共にリンクとアクセス権を失ってしまう。
『2nd』では、リボンズによって率いられ、復活したCBと激しい戦いを繰り広げた。アロウズに参加するイノベイドには、戦闘において無制限の自由が認められる特権「ライセンス」が与えられている。
リボンズ・アルマーク
声 - 蒼月昇
人工生命体「イノベイド」の最初期に造られた1人であり、ヴェーダの最高機密であるレベル7へのアクセス権を持つ。身長175cm。体重49kg。塩基配列パターンは0026タイプで、ガンダムマイスターとなるべく設計されたマイスタータイプである。元より生命として自身より劣り、戦いを止められない愚かな人類のために尽くすということに疑問を感じていた。また、マイスターが計画の半ばで滅ぶ予定であることを知り、自身が使い捨てられるために生み出されたという事実に、大きな衝撃を受けている。
0ガンダムのマイスターとしてクルジスの紛争に介入した際には、少年兵であった刹那と出会い、その命を救っている（本来は証拠隠滅のため、その場にいた全員を抹殺するつもりだった）。そして、ガンダムを、ひいては自らを神のように見つめる刹那の眼差しがきっかけの一つとなり、自らの手で計画を遂行し、人類の救世主となることを望むようになった。刹那をガンダムマイスターとしてヴェーダに推薦したのもリボンズである。
『1st』では、既にCBを離れており、イオリア計画への介入を目論んでいた監視者アレハンドロに接触し、彼を自らの傀儡としている。そして世界を統合へ向かわせるとともに、CBを壊滅させ、ヴェーダを掌握した。また、この時点で監視者も全員抹殺している。
『2nd』では、ヴェーダによる情報操作を駆使して世界の中枢を影から操り、地球連邦の実質的な支配者に等しい存在となっている。自らの手駒となるイノベイドを生み出すと共に、独立治安維持部隊「アロウズ」を結成して反連邦勢力を駆逐し、世界の統一を強硬的な手段で推し進めた。その行動の根底には、本来使い捨てられる運命であった自身の有用性を証明したいという思いがあり、自身の力のみで計画を遂行することに固執している。そのため、同胞のイノベイドすら道具としか見なしていない。また、仲間に引き入れたルイスに細胞障害の治療としてナノマシン入りの錠剤を与え、スマルトロンの使用を許可し、後にレグナントを与えるなど、彼女のことは自身の野望の達成のために必要な人物として捉えている。
常に余裕に満ちた傲岸不遜な態度を崩さないが、刹那のダブルオーライザーが自分の予想以上の力を発揮したことに苛立ちを覚えたりと短気な面もあり、留美に八つ当たりに近い形で手を上げたこともある。また、意識がヴェーダと直接リンクしているためにヴェーダが無事な限りは不死身に等しい存在であり、ヴェーダを掌握した後はヴェーダを破壊しない限り殺すことすら不可能となっていた。しかし、自身を純粋種すら超える上位種にして絶対種と称してはばからない傲慢さから、ティエリアとリジェネのヴェーダとのリンクやアクセス権を完全に抹消しなかったことが最終決戦で裏目に出てしまい、自らが完全に死ぬ結末を招くこととなる。
当初は復活したCBをアロウズの権限を拡大するための都合のいい敵程度としか考えていなかったが、ヴェーダを掌握したはずの自分が把握していなかった「ツインドライヴシステム」の存在と、それを搭載したダブルオーライザーが見せた「量子化」といった驚異的な性能に動揺し、イオリアの計画を司る者としてのプライドからその機体を欲するようになる。メメントモリ攻略戦後にサーシェスに誘導させることで刹那と対面し、かつて0ガンダムのマイスターであったことを明かすが、刹那の戦いに対する考えの変化から拒絶される。さらには、ダブルオーから放出されるGN粒子の影響で「純粋種のイノベイター」への進化を遂げつつある刹那に気付いたことから、彼を打ち倒すことが自らの存在意義を証明する手段だと確信する。その後、憎しみと現実の間で苦悩していたルイスの前に自ら現れ、言葉巧みな誘惑でCBがイノベイター勢力にとっての最大の障害であると認識させ、ネーナを抹殺させて家族の仇を討たせた。また、ビリーやアンドレイに接触し、彼らにイノベイター勢力による支配を肯定させ、自分の配下に引き入れる。
CBとの最終決戦では、初めは戦いを傍観していたが、トランザムバーストの発動でルイスの心が変化したうえ、ヴェーダを奪還されて大半の部下が戦死または戦線離脱したことにより、自ら動かざるを得なくなる。自分の手で刹那を倒す決意を固め、密かに開発していたリボーンズガンダムに搭乗し、ダブルオーライザーとツインドライヴ搭載機同士による激しい戦いを繰り広げる。死闘の末にダブルオーライザーを大破させ、オリジナルのGNドライヴを奪取すると、ラッセの乗り捨てた0ガンダムを偶然発見し、奪取したGNドライヴを搭載して機体を乗り換える。最後は、機体をエクシアRIIに乗り換えた刹那と月面にて交戦し、GNソード改でコックピットを貫かれて戦死する。
作中においてリボンズは、『1st』の第1話において物語の発端として登場し、『2nd』の最終話で物語中最大の敵として倒されるという役割を担った。しかし、水島監督は『2nd』放送開始直後のインタビューにおいて、『00』の世界における悪意はリボンズのような1人の諸悪の根源が生み出しているものではなく、世界全体が生み出しているものであり、リボンズは物語を分かりやすくするための、象徴的な存在に過ぎないのだという趣旨の説明をしている。水島監督は『2nd』の最終話直前に公開されたインタビューでも同様に、主人公がヒロイックな力で何かを成し遂げても、世界は変わらないのだという見解を示している。
リボンズの声を担当した蒼月昇は、放送中は各メディア上で謎の新人声優であると紹介されたが、その正体は本作のナレーションを務め、かつて『機動戦士ガンダム』などでアムロ・レイの声優を務めた古谷徹であることが放送終了後に明かされた。同様に、0ガンダムやリボーンズガンダムも古谷やアムロに対するリスペクトであると、スタッフのインタビューで語られた。
『劇場版』では、木星探査船の破片が落下した各地でリボンズに似た人物が現れ、それを見た刹那を驚愕させたが、その正体は、木星探査船の乗組員だった外伝『00I 2314』に登場するスカイ・エクリプスというイノベイドに、ELSが擬態したもの。
田口央斗による漫画版では、刹那との最終決戦でアニメ本編以上に彼へのコンプレックスを見せて説得を拒否し、「イノベイドの咎」として最期を受け入れる。また、小説版ではワインを趣味としており、ティエリアとのダンスパーティーにおいて、ワインを語る描写が存在する。
リジェネ・レジェッタ
声 - 朴璐美
ティエリアと同じ塩基配列パターン0988タイプの遺伝子を基に生み出されたイノベイド。身長177cm。体重54kg。他のイノベイドたちとは異なり、MSに搭乗して戦闘に加わることはなく、リボンズに対しても不遜な態度は崩していない。『2nd』に先駆けて『1st』最終話に登場しており、その場面ではルイスと共に行動していたが、『2nd』本編で彼女と関わることは少なかった。『1st』の総集編である『スペシャルエディションI』にも、追加シーンに登場している。
ヴェーダのホスト権を掌握してリーダーとして計画を進めていくリボンズの姿勢に内心では強い野心を抱いており、小説版では「その船頭は必ずしも彼ではなく、自分でもよいのではないのか？」と反意を膨らませていく描写が存在する。高河ゆんによる短篇漫画では、同型であるティエリアにこだわりを示しており、滅びる役割を彼に押しつけようとしたリボンズに対し、以前から反感を抱いていた様子も描かれている。そのため、独断でティエリアと接触して仲間に引き入れようとするなど、勝手な行動に出ることも多い。
純粋種のイノベイターである刹那を必要とする独自の計画を遂行しようと、留美やネーナを利用して準備を進めるが、ヴェーダを掌握したリボンズにはすべての行動が筒抜けになっており、CBとの最終決戦前に彼からその事実を知らされると、踊らされていたことに逆上して彼に銃を向け、潜んでいたサーシェスによって射殺される。しかし、意識体は生き残っており、トランザムバーストによってリボンズの脳量子波が乱れた際には、同様に意識体となっていたティエリアのヴェーダ奪還に協力し、リボンズに一矢報いている。その後はティエリアと共にヴェーダ内で過ごしているが、劇場版では彼と違ってスペアボディは用意されていない。
外伝『00I』では、「6人の仲間」の1人として登場する。また、コミック版ではネーナと共にリボンズに粛清宣告をされ、彼に操られたアニューと相討ちになったが、生き残った意識体がティエリアに協力した点はテレビアニメ版と共通している。
リヴァイヴ・リバイバル
声 - 斎賀みつき
新型MS「ガデッサ」とともに、アロウズに配属されたイノベイド。身長168cm。体重48kg。物事をじっくり考える慎重な性格で、人間を見下してはいるが、マネキンのような能力の高い人間を認める柔軟性も持っている。小説版では、クラシック音楽を愛好している。
イノベイドの中では最初にアロウズに配属される。プトレマイオス2が宇宙へ脱出する際には、GNメガランチャーで攻撃して上昇角度を変更させ、ジェジャン中佐の部隊がいる宙域へ差し向けた。CBにスパイとして送り込まれたアニューの対となる存在であり、彼女とリンクすることでプトレマイオス2の位置を突き止めていた。また、セラヴィーに敗北した際にはリボンズの指示であえて捕虜となり、アニューをイノベイドとして覚醒させ、ツインドライヴやトランザムの情報を盗み出させている。自身はオーライザーを奪取するも強制的にダブルオーと合体させられ、仕方なく銃でコンソールを破壊して脱出し、一矢報いている。その後、刹那の驚異的な戦闘能力について、純粋種のイノベイターへと進化しつつあるのではないかと推察している。
CBとの最終決戦では、ヒリングとの連携攻撃でセラヴィーを大破させている。ヴェーダのバックアップを失うとシステムを切り替え、機体を再起動してリボンズの援護を行うが、刹那の援護に現れたロックオン（ライル）との一騎討ちとなる。最後は、冷静に逆転の機会をうかがっていたロックオン（ライル）の策に乗せられ、ケルディムにGNビームサーベルで切りかかったところを1秒間のトランザムによって回避され、背後からの超近距離射撃を受けて戦死する。
ヒリング・ケア
声 - 川庄美雪
リボンズと同じ塩基配列パターン0026タイプの遺伝子を持つイノベイドで、毛先のカーブ以外はリボンズと瓜二つである。身長167cm。体重46kg。直情径行の好戦的な性格で、人間の感情を弄ぶような残酷さを度々見せている。グッドマンを嘲笑したり人間は不便だと話すなど、リヴァイヴと同じくイノベイドの優越を絶対視しており、戦闘で刹那に圧倒された際や、デヴァインやアニューが続けて戦死した時には動揺を表していた。同じ遺伝子を持つリボンズのことは強く信奉しており、絶対者として疑うことは無い。メメントモリ防衛戦や地上ではガデッサに、アニューやルイスを引き連れての戦闘や最終決戦ではガラッゾに搭乗し、CBと数多く交戦した。
一見女性のような姿と物腰だが、肉体および精神に偏った性別はない中性であり、小説版では「彼」となっている。とは言え、「女性士官」としてアロウズ入りする際には、かなり「その気」になって力を入れており、実際に男性士官からもデートの申し込みがあった。謹んで断ったものの、本人はデートというものに興味を示している。
CBとの最終決戦では、アリオスとの一騎討ちを行う。しかし、ヴェーダのバックアップを失ったことで戦闘能力が低下し、さらにアレルヤが真の超兵の能力を発揮していたこともあって一方的に攻撃を受け（コアファイターも引き千切られてしまい、脱出もできなかった）、最後は巡航形態のアリオスに機体を両断され、リボンズに助けを請いながら戦死する。
ブリング・スタビティ
声 - 置鮎龍太郎
塩基配列パターン0666タイプの遺伝子を持つイノベイド。身長193cm。きわめて寡黙で、仲間のイノベイドとさえも最低限の会話しか行わない。一方、イノベイターとして強い誇りと同胞意識を持っており、計画に逆らうティエリアには同じイノベイターとしての使命を果たすよう諭し、激しい感情を露にしている。
リヴァイヴの次にアロウズに配属される。宇宙で艦隊と合流する前にはガラッゾに搭乗してプトレマイオス2を急襲し、メメントモリ攻略戦後には地上に不時着したプトレマイオス2をリヴァイヴのガデッサとともに襲撃した。最後はセラヴィーと交戦し、高い近接戦闘能力で圧倒するが、トランザムを行ったセラヴィーによって拘束され、分離したセラフィムの砲撃を受けて戦死する。イノベイドとしては最初の戦死者となり、その死はイノベイドの優越を絶対視していたリヴァイヴに大きな衝撃を与えている。
『00F』では、ブラックプルトーネに搭乗し、フォン・スパークの隕石落しに協力している。ヒクサー・フェルミの搭乗するガンダムサダルスードTYPE-Fと交戦したが、撃破されてコアファイターで脱出した。その後、月面で再びブラックプルトーネに搭乗し、今度はフォンと交戦するが、またも敗北して脱出している。『00P SPECIAL EDITION』においては、ガラッゾに搭乗して再度フォンと交戦するが、敗北している。
デヴァイン・ノヴァ
声 - 置鮎龍太郎
ブリングと同じ塩基配列パターン0666タイプの遺伝子を基に生み出されたイノベイド。身長194cm。ブリングより髪が短い。
大型MA「エンプラス」に搭乗し、メメントモリ攻略後のプトレマイオス2を急襲して地上へ不時着させると、マネキンの指揮下でリヴァイヴたちとCBを攻撃し、機体のエグナーウィップでアリオスやセラヴィーを苦しめた。ブリングと同様にイノベイターとしての自尊心や同胞意識が強く、戦死したブリングにはその不甲斐なさに怒ったが、ダブルオーライザーと交戦した際には彼の仇を討つと口にしている。最後はメメントモリ2号基の発射に際し、グッドマンの指揮下でダブルオーライザーの前に立ちはだかったところ、発射を阻止しようとする同機にライザーソードを発動され、対抗して展開したGNフィールドごと機体を両断されて戦死する。
イノベイド兵
声 - 置鮎龍太郎
ブリングやデヴァインと同じ塩基配列パターン0666タイプの遺伝子を基に、大量に生産されたイノベイド兵。ブリングやデヴァインのような自我は持たされておらず、与えられた命令を迷わず実行するだけのロボットに等しい存在である。
特攻用MS「ガガ」に搭乗し、CBとカタロン、クーデター派艦隊に特攻する。敵味方の判別ができず、特攻の射線上にいる機体すべてが攻撃対象となっているに等しいが、特攻に巻き込まれたルイスはこれを逆手にとってダブルオーを拘束し、自分の犠牲と引き換えに刹那を倒す戦法をとるも失敗に終わっている。セラフィムのトライアルフィールド発動時にはガガの特攻が停止し、CBとの最終決戦後にヴェーダを通じて自身たちは調整を施される。
『劇場版』では、イノベイドの技術担当として、ソレスタルビーイング号にて連邦軍に接収されたヴェーダの管理を任されている姿を、査察に訪れたマネキンとパトリックが目撃している。また、一部のイノベイド兵たちは連邦カラーのガガキャノンに搭乗し、ELSとの最終決戦に地球圏防衛の戦力の一員として出撃する。
イース・イースター
演 - 深澤大河
舞台『機動戦士ガンダム00 -破壊による覚醒-Re:(in)nobvation』に登場する舞台オリジナルのイノベイド。青いボブヘアが特徴。
リジェネやリヴァイヴ、ヒリングと同様に好戦的であり、共にリボンズのもとで立ち回る。

## 三大国家群・地球連邦

### 三大国家群
『1st』において、世界の覇権を争っているユニオン、AEU、人類革新連盟の三つの超国家。それぞれが軌道エレベーターを保有し、太陽光発電システムによる多大な恩恵を受けている。どの国も自らが世界を率いるべき存在と考えており、軍備増強の手を休めることは無い。CBとの戦いを経て、『2nd』ではこの三つの国が中心となって地球連邦を樹立させている。

#### ユニオン
アメリカを中心とした世界経済連合で、正式名称は「太陽エネルギーと自由国家の連合 (Union of Solar Energy and Free Nations)」。大統領を元首とする共和制国家で、旧ホワイトハウスの敷地内にある大統領官邸は、ユニオン最高議会の議事堂としても機能している。主にアメリカ合衆国を中心とするアメリカ州の国々と、オセアニアの国々で構成されており、日本も「経済特区」としてこの傘下にある。南アメリカ・アマゾン川上流域に、三大勢力では最も早く軌道エレベーター「タワー」を完成させ、その恩恵によって急速な発展を遂げた。ガンダムの登場後は、その調査、鹵獲のため、ユニオン直属米軍第一航空戦術飛行隊「MSWAD（エムスワッド）」の精鋭によって構成される対ガンダム調査隊（後の「オーバーフラッグス（第8独立航空戦術飛行隊）」）を結成している。
グラハム・エーカー / ミスター・ブシドー
声 - 中村悠一
MSWADに所属するMSパイロットで、『1st』では27歳。身長180cm。体重62kg。2280年9月10日生まれ。階級は中尉。乙女座で、本人曰く「我慢弱く落ち着きの無い男」。孤児であったが幼い頃から空を飛ぶことに憧れ、夢を叶えるために軍に入隊した。最新鋭MSフラッグに搭乗する「フラッグファイター」で、その操縦技能はきわめて高く、本来想定されていなかった空中変形をフラッグに初めて搭乗した際に成功させている。そのことから、空中変形を伴った空戦機動には「グラハム・スペシャル」（正式名称「グラハム・マニューバ」）と彼の名が付けられている。この変形技術は『劇場版』の時点では機体性能の向上、高い操縦技能のパイロットの出現といった理由でグラハム以外のパイロットにも可能となったためか、「スタンド・マニューバ」へと呼び名が変わっている。
非常に優れた洞察力を持ち、「イナクト」のデモンストレーションに乱入したエクシアの目的がAEUの戦力の焙り出しであることをいち早く察知し、さらにエクシアと初めて交戦した際、パイロット（刹那）が若者であることを看破して見せた。『2nd』にてダブルオーと最初に戦った時も、パイロットが刹那であることを即座に見破っている。またスメラギがAEU時代に起きた事件についても知っているが、エイフマンと同様彼女がソレスタルビーイングのメンバーであることまでは把握していない。
専用のカスタムフラッグは彼自身の希望でリミッターが外されており、通常の機体を大きく上回る運動性を誇る。反面、パイロットには大きな負荷がかかり、劇中ではダメージから吐血する場面も見られた。また、左利きのため、機体もライフルやサーベルなどを左腕に装備している。フラッグが次期主力機候補であった頃のテストパイロットでもあり、その模擬戦にて起きた、スレッグ・スレーチャー少佐の事故死にも大きく関わっている。彼自身が釈明しないこともあり、事情を知らぬ者からは誹謗を受けることもあるが、意に介していない。ただしパイロットとしての優れた技術に加え、常にもっとも危険な任務を率先して引き受ける姿勢から、基本的に部下からは信頼され尊敬されている。
AEUの新型機「イナクト」のデモンストレーションに乱入したエクシアを目撃し、その圧倒的な性能に好意（曰く、興味以上の対象）を抱くようになった。その後、エクシアと交戦した経験を買われ、新設された対ガンダム調査隊に配属された。調査隊が「オーバーフラッグス」として再編された後は、同部隊の隊長として上級大尉に昇進している。
トリニティとは深い因縁があり、三大陣営合同のガンダム鹵獲作戦においてデュナメスの鹵獲を阻止された上に2名の隊員を失い、MSWAD本部を襲撃された際にはエイフマンを殺された挙句ハワードも戦死するなど、苦杯を舐めさせられ続けた。しかし、アイリス社の軍事工場が襲撃された際は単機でスローネアインを圧倒し、一矢報いている。そして、ハワードの墓前でフラッグに乗ってガンダムを倒す事を誓い、擬似太陽炉搭載型MS「ジンクス」が配備された国連軍への参加は拒否している。その後、ガンダムとの決戦に備え、ビリーの協力もあってジンクスの擬似太陽炉を自身のフラッグに移設し搭載する改修作業を行い、GNフラッグを完成させる。
最終決戦では、アレハンドロとの激闘で満身創痍となった刹那の前に突如として現れ、GNフラッグでエクシアに挑む。ガンダムに対する己の執着をしばしば恋愛に例えており、この場においては、もはや「愛」であると断言している。激しい戦いを繰り広げた末相討ちとなり機体は大破。自身も右半身の顔から脇腹、背中にかけて重傷を負うが、生還を果たす。ガンダム打倒後も戦いを望む思いは衰えることはなく、CBが復活することがあれば、ガンダムと戦う機会を与えてくれるようホーマーに直訴している。また、刹那に突きつけられた自身の「歪み」と向き合い、戦う者のみが到達することの出来る「極（きわみ）」を求めて、武士道の修行を行う。
『2nd』では32歳。アロウズに所属し、顔の傷跡を覆い隠すように仮面を被り、陣羽織風の特殊な軍服を着用する。それらの時代がかった格好に加え言葉遣いから、いつしか皆から「ミスター・ブシドー」と呼ばれるようになるが、本人は迷惑している。『2nd』の劇中ではブシドーの正体がグラハムであることを仄めかす描写が多くみられたが、両者が同一人物であることを知っていたのはビリーやホーマーといった極一部の者のみである。イノベイター勢力と直接関わるシーンは存在しないが、自身を「イノベイターの傀儡」と表現したことから、少なくとも彼らがアロウズを影で操る存在であることは認識している。
「サキガケ」に搭乗し、イノベイド同様、戦闘において一切の自由行動が認められるという特権「ライセンス」を与えられており、階級がどれだけ上位の現場指揮官の命令であっても従う義務は無い。そのため、ガンダムとの直接戦闘が想定されないような作戦には参加しない。また、相手の機体が不完全だと察するや、止めを刺せる状態でありながら勝手に帰還してしまうなど、味方を困惑させるほどの勝手気ままさを発揮している。戦闘ではもっぱらサーベルによる近接戦闘を行い、射撃武器を用いることはほとんど無い。そのため、彼の乗る機体は全て格闘戦に特化しており、ビームライフルのような手持ちの火器は装備されていない。刹那を強くライバル視しており、純粋な勝負でガンダムに勝つことが、今の自分の生きる証であると考えている。
アロウズに転属したビリーと再会した後、彼の協力を経て新たな機体「マスラオ」を完成させ、クーデター派によって占拠されたアフリカの軌道エレベーターへ向かう刹那を待ち伏せし、再び戦いを挑む。ガンダム以外の機体で初めてトランザムを起動させ、トランザムを使用する機体同士の激しい戦闘を繰り広げたが、CBが救援に現れたことによって、水入りとなる。
以降も再戦の機会を待ち続け、ラグランジュ5のコロニー「エクリプス」へダブルオーライザーが単独で訪れた際、マスラオの強化改造機「スサノオ」に搭乗して現れる。仮面を外して正体を明かし、ガンダムによって仲間や恩師を奪われ、フラッグファイターとしての矜持も砕かれたと語り、ガンダムに対する己の思いは愛や憎しみを超越し、「宿命」であると刹那に訴え、真剣勝負を行う。互いに全力を出し切った戦いの末、「勝利だけではなく、その先にある明日を掴むために戦う」という刹那の気迫に圧倒され、完全に敗北。一人宇宙空間に取り残される中で『葉隠』の一説である「武士道とは死ぬことと見つけたり」と唱えながら短刀による自決を図ろうとしたが、刹那にかけられた「生きるために戦え」という言葉を思い出し、思いとどまる。以降は自分の戦う大義を見失ったことでアロウズから離れ、CBとイノベイター勢力の最終決戦後には、仮面を外してグラハムの姿へ戻り、ビリーの下を訪れている。
『劇場版』では34歳。地球連邦軍に所属しており、階級は少佐。勘の鋭さは相変わらずで、序盤では地上に落下した木星探査船の破片にいち早く興味を示し、ビリーに情報提供を依頼している。新型可変機「ブレイヴ」に搭乗し、グラハム機を含む6機のブレイヴで構成された新型MS部隊「ソルブレイヴス」の隊長を務めている。部下を率いて連邦軍先遣艦隊の援護に赴くが間に合わず、代わりにCBの窮地を救う。プトレマイオス2改に乗船した際は、意識不明の刹那を見守るフェルトに対し、自らを「ガンダムを超えようと愚行を繰り返した男」と名乗り、過去の述懐と共に「超えるのはガンダムではなくこの少年（刹那）だ」と、自分の新たな決意を語ると同時に、刹那を救えなかったことを悔やむ。過去に何人もの部下を失った経験から、地球圏防衛の最終決戦に出撃する際には、無謀な作戦であることを伝えたうえで彼らに生きて帰るよう諭している。刹那が復活した際には喜びを露わにしながら援護し、ELSへの攻撃を躊躇する彼に対し、かつて自分がそうされたように「生きて未来を切り開け!」と諭す。そして機体や自分の体が侵食を受ける中、刹那の攻撃で開いた穴が閉じないように、自機の擬似太陽炉をオーバーロードさせ、「未来への水先案内人は、このグラハム・エーカーが引き受けた」、「これは死ではない!人類が生きるための...!」と叫びながら超大型ELSに特攻を行い、自爆で刹那の血路を切り開く。
その際に戦死したかに思われたが、2018年4月14日に開催された『ガンダム00 Festival 10 "Re:vision"』で、ELSとの対話に成功した刹那の導きでELSとの同化することにより復活していたことが判明。対話後、ソレスタルビーイングに属し、ガンダムエクシアリペアIVのガンダムマイスターになったことが明かされている。
ビリー・カタギリ
声 - うえだゆうじ
MSWADの技術顧問で、『1st』では31歳。身長189cm。体重69kg。2276年4月24日生まれ。師のエイフマンとともにフラッグの開発にも携わる。グラハムとは公私を問わず付き合いのある親友同士である。曾祖父の代に日本から移民した家系で日系4世。エクシアの性能を目の当たりにし、グラハムとともに対ガンダム調査隊に加わる。『1st』ではわずかな期間でジンクスの擬似太陽炉をグラハムのフラッグへ移設しGNフラッグを完成させたほか、『2nd』においては、師が遺した太陽炉に関するメモを基に、擬似太陽炉によるトランザムシステムを独自に開発するなど、技術者としての能力は極めて高い。アロウズ司令のホーマー・カタギリは叔父にあたる。
スメラギに対しては、ユニオンの大学で同窓であったころから長年に渡り一途な好意を寄せている。『1st』では、彼女の関心を引くために、シミュレートプランと称して軍の作戦計画を教えてしまうなど、軍人失格に近い行動も見られている。
『2nd』では36歳。それまでの2年間は、失意から酒浸りの毎日を送るスメラギとともに暮らしていたが、刹那からスメラギがCBのメンバーであることを知らされたことで、自分が一方的に軍の情報を送り付けたにもかかわらず、スメラギは自分を利用し想いを踏み躙ったのだと思い込み、一転して深い憎しみを抱いてしまう。それをきっかけに、ホーマーからのたびたびの入隊要請を拒んでいたアロウズへの参加を決意し、MS開発を行う技術大尉の地位を与えられる。旧知の仲であるブシドー（グラハム）と再会した後は、彼のためにマスラオやスサノオといった強力なMSの開発を精力的に推し進め、CB打倒に執念を燃やす。
最終決戦前には、アロウズの黒幕であるイノベイター勢力の存在を知るが、彼らの支配を受けることこそが恒久和平を実現させると考え、リボンズと協力関係となりイノベイター勢力に自分の技術を積極的に提供する。ソレスタルビーイング号内部で巨大ビーム砲のカートリッジである擬似太陽炉の調整を行ったほか、特攻用の量産MS「ガガ」にトランザムシステムを組み込み、自らはオートマトンを率いてプトレマイオス2への突入を行う。艦内で対峙したスメラギに銃を突きつけ、CBの介入行動から始まった憎しみの連鎖がエイフマンの死を始めとする多くの悲劇を引き起こしたとして、イノベイター勢力による支配を主張するが、それらの過ちを自分達の罪として受け入れる覚悟を持つスメラギには、イノベイター勢力による偽りの平和を否定される。その後、刹那が発動したトランザムバーストによりスメラギの心からの謝罪の気持ちを知り、自身の彼女への想いが変わらぬことに気づいたことで、和解を果たす。戦後は連邦軍でイノベイター勢力の技術の研究をしながら、次世代主力機の開発を行っており、そこで行方をくらましていたグラハムと再会している。
『劇場版』では38歳。グラハムとの友好は変わらずに続いており、地上に落下した木星探査船の破片に興味を持った彼に情報提供を約束し、「頼れる友だ」と言わしめている。その後は地球圏に襲来したELSの分析を進め、同僚の研究者であるミーナらと共に尽力する。想い人であったスメラギとの交流は途絶えていたが、CBがELSと交戦したと知った時には虚心ではいられず、そのことをミーナに指摘された際は狼狽している。それを含めたミーナの自分に対する積極的な行動には動揺を隠せない様子であったが、最終的には彼女の想いを受け入れている。地球圏防衛の最終決戦では、ミーナとソレスタルビーイング号の司令室に留まって戦況を窺う。小説版では戦後にミーナと結婚し、子供が誕生している。
『00V』に登場するロベール・スペイシーとも交流があり、ソレスタルビーイング号に残されていたガルムガンダムなどのデータを伝えたとされている。
レイフ・エイフマン
声 - 土師孝也
世界的に有名なユニオンの技術者。2234年6月29日生まれ。73歳。身長168cm。機械工学、材料工学など、あらゆる工業分野に精通しており、その見識の深さを見込まれて、対ガンダム調査隊に技術主任として招聘される。グラハムの依頼を受けてフラッグの強化改修を行い、わずか一週間でカスタムフラッグを完成させている。ビリーとスメラギの大学時代の恩師でもある。麻薬を紛争の原因として心底嫌っており、タリビアにガンダムが現れた際には、目的が麻薬畑を焼き払うことと見抜き、出撃しようとするグラハムを引き止めている。
独自に太陽炉の研究を行い、その本質に迫ることで、イオリアには戦争根絶とは異なる真の目的があるとする結論に達する。しかしその直後、「あなたは知りすぎた」という何者かからのメッセージとともに、トリニティによりMSWAD本部が襲撃され、スローネドライと連結したスローネアインによるGNメガランチャーの直撃を受けて死亡する。これはエイフマンが太陽炉の秘密に近づいたことをヴェーダを介してリボンズが知り、アレハンドロに進言して行わせた暗殺である。
外伝『00N』によれば、書斎の整理を学生に手伝わせ、その際にある種の「宝探し」を仕掛ける茶目っ気も持ち合わせている。太陽炉の研究も核心に近い段階まで進んでいた模様で、『2nd』では、自宅から発見されたメモに記された理論をビリーが実証し、擬似太陽炉によるトランザムを成功させて、マスラオとスサノオに搭載している。
ハワード・メイスン
声 - 高橋研二
グラハムの要請で対ガンダム調査隊に配属されたフラッグファイター。2281年3月27日生まれ。27歳。身長176cm。体重70kg。階級は准尉。高い操縦技能を持ち、グラハムから厚い信頼を受けている。フラッグファイターであることに大きな誇りを持っており、ガンダムとの性能差に弱音をこぼしたダリルを叱咤している。トリニティによるMSWAD本部襲撃時には、空中変形を行ないスローネツヴァイに切りかかったが、GNファングによって機体を貫かれ、戦死する。墓前でダリルが語ったハワードのフラッグに対する情熱が、グラハムにフラッグでガンダムを倒すことを決意させている。
ダリル・ダッジ
声 - 西凜太朗
ハワードと共に対ガンダム調査隊に配属されたフラッグファイター。2281年11月2日生まれ。26歳。身長176cm。階級は曹長（後に准尉）。赤いドレッドヘアーが特徴の黒人男性。グラハムを深く尊敬しており、侮辱したジョシュアやパトリックに対しては、激しい怒りをぶつけている。
国連軍結成後は、フラッグファイターとして葛藤しながらも、「ジンクス」に搭乗し、CBとの決戦に参加。スローネツヴァイと交戦するデュナメスに対して突撃し、GNミサイルによって機体は中破したが、そのまま特攻を行い、戦死する。このダメージと、その際にロックオン（ニール）の死角がサーシェスに露見したことが、その後のデュナメスの大破とロックオン（ニール）の死を招いている。ダリルの死は地上にいたグラハムにも届き、彼のガンダムに対する闘争心をより高めることになる。
ジョシュア・エドワーズ
声 - 金野潤
オーバーフラッグス隊の結成に伴い、アラスカから転属してきたフラッグファイター。階級は少尉。高い操縦技能を持ち、すでにフラッグの空中変形を習得している。グラハムに強い対抗心を持っており、グラハムがフラッグのテストパイロットを務めていた時に起きた死亡事故について、「上官殺し」と中傷している。三軍合同演習という名目で行われたガンダム鹵獲作戦では、功を焦って単機でデュナメスに突撃し、空中変形を行い肉薄したが、反撃を受けて戦死する。
ブライアン・ステッグマイヤー
声 - 小室正幸
ユニオン大統領。CB出現の際は、彼らを世界警察にすればいいとユーモアを示す一方で、裏ではCBを政治的に利用すべく、様々な思惑を巡らせている。
デビッド・カーネギー
声 - 麻生智久
大統領補佐官。ブライアン大統領とCBの情報を話し合い、助言を行う。
スレッグ・スレーチャー
声 - 糸博
ドラマCD『ROAD TO 2307』に登場した、ユニオン軍少佐。西暦2304年のユニオン軍次期主力機コンペにおいて、最終候補機の一つ「ブラスト」のテストパイロットを務める。グラハムに操縦のイロハを叩き込んだ師でもある。勤続30年のベテランで、幾度となく模擬戦でグラハムと対決しているが、一度も負けたことがないほどの腕前を持つ。また、自身の娘に結婚相手としてグラハムを紹介しているが、飛ぶことに一途なグラハムは交際を断ったという過去がある。
搭乗機のブラストは「リアルドの単なるパワーアップ版」というレベルでしか評価していない。にもかかわらずテストパイロットを引き受けたのは、娘一家の事業の失敗による多額の負債を、開発元からの支度金や制式採用時のリベートで返済するためという経緯がある。
コンペの一環である模擬戦において、フラッグに対して特攻に近い突撃をかける。グラハムはこれを回避するために、ブラストの翼をやむなく切り裂いたが、これが原因で機体は墜落し、スレーチャーも死亡する。実は、自分に多額の生命保険をかけており、ブラストが採用されなくとも、残された家族を救うことができるように取り計らっている。

##### 経済特区・日本
ユニオンの傘下にある経済特区として発展し、また、人革連領にも近いことや「経済特区」としての地域特性もあり、人革連やAEUとの人的交流や企業誘致なども盛んに行われている。また、国内には在日ユニオン軍が駐留しているが、それとは別に日本国としての「国防軍」も編成されている。
沙慈・クロスロード（さじ・クロスロード）
声 - 入野自由
本作品におけるもう1人の主人公で、『1st』では17歳。身長168cm。体重50kg。2291年3月10日生まれ。日本の経済特区東京に在住する高校生で、宇宙工学を専攻する。両親は既に他界しており、記者である姉の絹江と共に2人暮しをしている。姉が家を空ける場合が多いため、家事全般を身に付けており、料理の腕はルイスの母に絶賛されたこともある。日本における刹那の拠点の隣の部屋に住む隣人でもあるが、彼とは軽い会話を交わす程度の知り合いであり、当初は彼の正体には気づいていなかった。物語序盤から中盤までは、視聴者と同じような目線から、テレビなどの報道を通して世界各地のCBの活動を見聞きし、物語を傍観する役割を担っている。
当初はガールフレンドのルイスとともに平和な毎日を送っていたが、軌道エレベーターの重力ブロック脱落事故に遭遇したほか、爆破テロを目の当たりにするなど、CBの武力介入に伴う世界の変化に徐々に巻き込まれていく。CBに対しては、その理念や行動に疑問を持ちつつも、あくまで遠い世界の出来事であり、自分とは無関係な存在であるとの思いを強く持っていたが、トリニティによる攻撃でルイスが大きな傷を負い、CBを追っていた絹江が何者かに殺されたことで、ガンダムとCBが全ての元凶だと誤解し、憎むようになっていく。『1st』最終話では悲しみを乗り越え、夢を叶えるために勉学に励んでいる。
『2nd』では22歳。身長178cm。体重60kg。ルイスとは2年前を境に音信不通となっていたが、彼女との約束通り、技師となって宇宙でコロニーの建設に携わる。しかし、親しかった同僚がカタロンの構成員であったため仲間と見なされて捕らえられ、高重力区画での過酷な作業を強いられることとなった。その後、アロウズが投入したオートマトンによる虐殺により危うく殺されそうになるが、潜入していた刹那に助けられる。
CBに保護された後、ハロを通して4年前のトリニティによる悲劇の真実を知るも、ルイスを巡る誤解が解けたに止まり、CBの存在を認めることが出来ずにいた。戦いに関わりたくないという思いから、身柄を預けられたカタロンの基地から脱走したが、それが原因で基地がアロウズの襲撃を受け、多くの犠牲を出す大惨事を招いてしまう。アロウズの実態を知り、自分が原因で多くの人間が死んだ事実に大きな衝撃を受けたことでCBの戦いに同行する決意を固め、プトレマイオス2に再び乗船してからは、命を救うことに繋がるのならと、メカニックとしてイアンの手伝いなどをするようになる。また、CBと共に行動する中でメンバーの人間性を知り、徐々に彼らを認めていく。
ラグランジュ3での戦いでは、重傷を負ったイアンからオーライザーを託され自ら出撃し、ダブルオーライザーへの合体を成功させるが、その際の未知なる現象により、ルイスがアロウズのMSパイロットになったことを知る。メメントモリ2号基の破壊ミッションの際には、オーライザーにパイロットが必要となったことで、刹那に説得され再び戦場に出る。自らの戦いの意味を見いだせずにいたが、「戦いは破壊するだけではなく、創り出すことも出来る」という刹那の言葉を受け、ルイスの無意味な戦いを止め、彼女を取り戻すために戦うことを決意する。その想いはピーリスの考えに変化を及ぼすなど、CBのメンバー達にも影響を与えていった。
その後、ルイスとの接触を果たし自分の知った真実を打ち明け、ルイスのアロウズ入隊の黒幕がイノベイター勢力であったことを知る。イノベイター勢力との最終決戦では、どのような状況になってもルイスを想い続ける強さを貫き、彼女との思い出の指輪とダブルオーライザーのトランザムバーストによって、ルイスの心を取り戻すことに成功する。最終決戦後はCBを離れ、療養を続けるルイスを傍で見守る。戦いを通じて視聴者目線の立場から、視聴者にメッセージを訴えかけるキャラクターへと成長し、最終的には物語を締め括る役割を担っている。
オーライザーへの初搭乗時にはCB標準のノーマルスーツを着用していたが、ブレイク・ピラー事件以降は白を基調としたイアン特製のパイロットスーツを身に纏っている。MSへ乗って戦闘はしないものの、MSの操縦が全く出来無いわけではないようで、刹那の不在時には、ダブルオーライザーをオーライザーのコックピットから彼の代わりに一時的に制御したことがある。
『劇場版』では24歳。連邦病院にて療養を続けるルイスを見舞いながら、軌道エレベーターのメンテナンス会社の技術者の仕事を続けている。2年前に一時的とはいえCBと行動を共にしていたため、政府から多少の監視を受けている。ルイスに他に頼るべき人間がいないため、彼女の発作が再発するようになってからはそのたびに病院から呼び出されており、仕事を抜けて病院に駆けつけることが何度も続いたため、上司からは苦言を漏らされている。病院がELSに襲われた際には、ルイスを連れて逃げ、窮地に陥った所を刹那に助けられている。その後もルイスに付き添って行動を共にしていたが、地球へのELS接近の際には決意を新たにし、志願して宇宙へ上がり、軌道エレベーターでの支援作業に従事する。
ルイス・ハレヴィ
声 - 斎藤千和
スペイン（AEU）からの留学生で、『1st』では17歳。身長154cm。体重45kg。2290年11月1日生まれ。沙慈のガールフレンドで、ともに宇宙工学を学んでいる。莫大な資産を持つ財閥の出身ということもあり、やや世間知らずで、その我が侭な性格で沙慈をたびたび振り回している。沙慈に紹介される形で、日本に潜伏していた刹那とも面識を持つ。
当初は日本での平和な生活を謳歌し、母に沙慈のことを気に入ってもらおうと奮闘するなど、CBの登場による世界情勢の変化などにはほとんど関心を持つことは無かった。しかし、従兄弟の結婚式のために一時帰国した際に、ネーナが気まぐれに行った攻撃に巻き込まれ、両親を含む親族を全て殺される。自身も左手を失う重傷を負い、毒性のあるGN粒子を浴びたことで細胞障害に蝕まれ、再生治療も受けられない身体となってしまう。見舞いに訪れた沙慈から告白を受けたが、失った左手を見せて断り、「夢を叶えて欲しい」と言って別れを告げる。その後も2年ほどは沙慈と連絡を取り合っていたが、以後は音信不通となる。
『2nd』では22歳。身長157cm。体重44kg。アロウズのMSパイロットとなっている。階級は准尉。長かった髪は肩に届かないほどに短く切り、失った左手には機械の義手を装着している。また、相続した財閥の資産を投じて、アロウズ最大の出資者ともなっているが、その資産により反抗勢力の虐殺のための兵器が多く生産されていることは知らなかった。二度と自分のような人間を生まないという強い決意の下、CB打倒のために激しい憎悪を燃やす。細胞障害の治療のため、リボンズから与えられたテロメアを修復するナノマシン入りの錠剤を服用しているが、このナノマシンはイノベイド由来のものであり、服用による副次効果によって、微弱ながら脳量子波を使うことができるようになっている。そのため、脳量子波を必要とするスマルトロンの操縦が可能なほか、リヴァイヴ達イノベイドと同様にリボンズの目として使われることもあり、リボンズからは「人類初のイノベイター」と形容されている。
ラグランジュ3での戦いでは、ダブルオーライザーが起こした感応現象によって沙慈との再会を果たす。沙慈がガンダムに乗っていたことから彼がCBのメンバーであると誤解し、それをきっかけに一度は過去を捨て去る決意をするが、心の中では沙慈を信じる気持ちも僅かに残っていた。ブレイク・ピラー事件では、CBに対する敵意を一時的に捨てて破片落下阻止に協力するが、アンドレイがセルゲイを撃墜する瞬間を目の当たりにしたことでガンダムだけが敵ではないことを知り、自分が戦うことに対して僅かに疑問を感じるようになる。その後の戦闘で、量子空間において再び沙慈と向き合ったことで誤解は解け、互いの変わらぬ想いとCBを巡る真実を知るが、家族を殺した張本人に対する憎しみを捨てることが出来ず、さらなる葛藤に苦悩する。その後、沙慈の思惑を知ったリボンズの言葉巧みな誘惑により、彼のために戦うことを決意してしまう。新たな乗機としてレグナントを与えられ、テストを兼ねたCBとの戦闘後、リボンズの誘導でラグランジュ5において仇であるネーナと相対した。復讐の先に何があるかという想像を欠いたまま、憎しみの赴くままにスローネドライを圧倒しネーナを殺害、仇討ちを遂げたが、孤独感からその心が晴れることはなかった。
CBとの最終決戦では、イノベイド部隊の中心として、刹那のダブルオーライザーと激闘を繰り広げた。ガンダムの存在とイノベイター勢力の支配を巡る互いの考えの違いから、一度は分かり合えたはずの沙慈を再び敵と断定し、仇を討っても晴れない怒りの矛先を向ける。ガガの特攻に巻き込まれたことで死を覚悟し、ダブルオーライザーを拘束して自機諸共に撃破しようとしたが失敗。意識を失い、沙慈によってソレスタルビーイング号内へと避難させられる。その後、脳量子波に操られた状態となり、狂気に囚われたかのように自覚なきまま沙慈を手にかけようとしたが、彼が身に付けていた、かつての自分へ贈られたペアリングを見て錯乱し昏倒。絶命寸前の状態に陥ったが、トランザムバーストによって放出されたGN粒子の力によって一命を取り留め意識を取り戻す。ガンダムに対する誤解と自分の犯した過ちに気付き、ついに沙慈との和解を果たす。最終決戦後は療養生活を送っており、細胞異常が完治していることが沙慈によって語られている。
当初の構想では物語の結末で、沙慈を庇って死を迎える案もあったというが、水島監督はそれでは美談になってしまうと考え、彼女を自分の犯した罪と向き合わせ、死よりも過酷な道を歩ませるような結末を意図したという。また、当初の脚本ではレグナントに隠されていたガンダムタイプの頭部を劇中で詳細に描き、ルイスは「憎んでいたガンダムに実は（自分自身が）乗っていた」ことが明らかになるような演出も予定されていた。
『劇場版』では24歳。再びロングヘアーとなっている。細胞異常が完治したことにより左腕の再生治療には成功したものの、過去のアロウズでの生活が元で心的外傷後ストレス障害（PTSD）を引き起こしており、当時服用していたナノマシンの後遺症の治療も含め、沙慈の見舞いを受けながら連邦病院にて療養を続けている。沙慈の懸命な看病もあり体は回復に向かっていたが、ELSの襲来に反応して再び発作を起こすようになってしまう。病院がELSに襲われた際には、沙慈と刹那の助けで危機を脱し、沙慈と共に連邦政府が用意した脳量子波遮断施設へ避難する。その後沙慈が軌道エレベーターでの支援作業のため宇宙に上がることを決意した際は、その身を案じながらも優しく彼を見送る。
絹江・クロスロード（きぬえ・クロスロード）
声 - 遠藤綾
報道機関JNNに勤務するジャーナリスト。沙慈の姉で、唯一の肉親である。2285年7月22日生まれ。22歳。身長164cm。体重49kg。フリーのジャーナリストであった亡き父親は、報道関係者の間では、その名を知らぬ者がいないほどの人物で、彼女がジャーナリストの道を志したのも、この父の影響である。弟の沙慈が、世間知らずなお嬢様であるルイスと付き合っていることには、あまり好感を持てないでいた。
CBの登場後、イオリアの経歴を追うことでCBの真相に迫ろうとしたが、真実の追究にのめり込むあまり、取材のために危険な橋を渡ることも多くなり、上司や同僚からも心配される。
新型のガンダムに「ラグナ」という人物が関わっているという情報を得て、独自に調査を重ねた結果、AEUのリニアトレイン公社総裁である、ラグナ・ハーヴェイへと辿り着く。取材を試みたが門前払いを受けたため、公社からラグナとの面会を終えて出てきたサーシェスに接触したが、彼に邪魔者と見なされ、事故に見せかけて殺害される（死因は失血死）。
『2nd』でも沙慈はたびたび彼女を思い出していたが、絹江の死の真実について劇中では描かれなかった。
池田（いけだ）
声 - 四宮豪
報道機関JNNの海外特派員で、世界各地の紛争地域から取材報道を行っている。『2nd』では、反連邦組織カタロンの構成員となっており、報道関係の人脈を駆使して貢献している。『劇場版』においても、記者の仕事を続けており、地球に落下した木星探査船の破片を探して取材を行った先で、ELSによる異常現象を目の当たりにする。
西暦2314年から50年後の西暦2364年時には、彼の孫「イケダ三世」が外宇宙航行艦「スメラギ」の専従特派員として乗り込んでいる。

#### AEU
EUを前身とするヨーロッパ諸国と、「モスクワ」によって構成される連合国家群。正式名称は「Advanced European Union」で、「新ヨーロッパ共同体」とも呼ばれる。元首は存在せず、各国代表から構成される最高意思決定機関であるAEU中央議会による協議制のもとで政策が行われているが、それぞれが自国の国益を優先しているために意見が一致しないことが多く、他の超大国と比べて政策が遅れているうえ、軌道エレベーターの建設も三大超国家内で最も遅れており、「ラ・トゥール」という名称でアフリカ・ヴィクトリア湖西方に建設中である。エネルギー供給は開始されているものの、リニアトレインなどの周辺施設はまだ完成しておらず、本格稼働には至っていない。『2nd』では完成しており、「アフリカタワー」と改名されている。
パトリック・コーラサワー
声 - 浜田賢二
フランス軍のエースパイロットで、『1st』では28歳。身長176cm。体重57kg。2280年1月1日生まれ。階級は少尉。腕は確かだが、「AEUのエース」と自称して憚らない自信過剰で喧嘩っ早い性格のため、軍上層部も手を焼く問題児。良くも悪くもマイペースゆえ上官のマネキンをたびたびあきれさせる。自分に学がないことは自覚しており、細かいことを考えるのは信頼できる学のある人間に任せて自分はそれに従えばいい、という考えを持っている。そのキャラクター性から本作のコミックリリーフ的存在。
2000回以上のスペシャルスクランブルをこなし、模擬戦全勝の実績を買われてAEUの最新鋭MS「イナクト」のテストパイロットに抜擢されたが、そのお披露目を兼ねた公開演習に突如乱入したエクシアに完敗してプライドを粉々に砕かれたことから、「最初にガンダムに介入され、倒された男」という不名誉な肩書きでその名を知られ、ガンダムに対して強いライバル意識を持つようになる。その後もたびたびガンダムと交戦して被弾・撃墜されては、無傷で生還している。
三国合同演習の際には堂々と遅刻し、まったく悪びれなかったため、マネキンに顔を二度殴られている。しかし、今まで付き合った女性とは異なるタイプであるマネキンに一目惚れし、彼女の気を引くために対ガンダム戦により一層、闘志を燃やすようになる。国連軍結成後はジンクスのパイロットとなり、デュナメスを中破させるなどの戦果を挙げている。ジンクス部隊の大半が撃破され、自身も撃墜されたと思われてマネキンらが撤退の判断を下していた時には生存の通信を送り、生還する。最終決戦ではナドレと相討ちとなり、機体は大破したが無事生還している。
ガンダムと数多く交戦し、何度も撃墜されながらも生還していることから、周囲からは「不死身のコーラサワー」の異名で呼ばれるようになる。これには揶揄の意味が込められているが、本人は褒め言葉と信じ込み、誇りに思っている。『00V』に登場するエイミー・ジンバリストからは、「『不死身』と呼ばれるとは凄いやつに違いない」とライバル視されている。
『2nd』では33歳。マネキンを守るために志願してアロウズに転属し、ジンクスIIIに搭乗して彼女の指揮下で戦い続ける。ブレイク・ピラー事件後はマネキンに従って自身もアロウズを離反し、アロウズとCBの最終決戦にクーデター派として参戦し、CBのガンダム群と共闘する。まもなく、己の死を覚悟のうえでガガの特攻からマネキンの艦を庇うと同時に彼女に求婚して撃墜されるが、直前に緊急脱出ポッドで脱出しており、バイザーに亀裂が走ったものの本人は無傷で生還している。最終決戦後にはマネキンとの結婚を果たし、自身も大尉へ昇進して「幸せのコーラサワー」を自称する。ただし、マネキンが「コーラサワー」という姓になることを拒んだため、名前は「パトリック・マネキン」になったが、職場では今まで通り「コーラサワー」姓を使用している。
『劇場版』では35歳。地球連邦の軍人として、マネキンと共にELS事件に遭遇する。劇中でも、「報告書を読むのが苦手」「イノベイターの存在を知らない」「説明されてもさっぱり理解できない」などの無知振りにマネキンをあきれさせているほか、准将となった彼女を何度も大佐と呼んでは怒られているが、これは意図的にそう呼んでいる節もあり、最終決戦出撃前の通信では明らかにわざとそう呼んでいる。地球圏へのELS襲来時には、地球圏防衛艦隊のMS隊の1人として出撃し、指揮官用ジンクスIVに搭乗して多数のELSを撃破したが、機体が侵食された際には「幸せすぎて不死身じゃなくなった」と語りながらトランザムを発動して自爆の決意を固め、マネキンに最後の通信を送る。しかし、その直後に刹那のダブルオークアンタに救出され、またしても生還を果たす。
2018年放送のテレビアニメ『ガンダムビルドダイバーズ』にはモブキャラクターとして毎回登場しており、声も『00』と同様に浜田が演じている。
カティ・マネキン
声 - 高山みなみ
フィンランド出身のAEU軍大佐で、『1st』では32歳。身長168cm。体重46kg。ユニオンの国際大学在学中から数々の戦術を生み出し、7つの紛争を勝利に導く事績を上げ、AEUから佐官待遇でスカウトされるなど、「戦術予報の天才」と呼ばれている。紛争の根絶が不可能である以上は、的確な戦術予報によって早期解決を図り、被害を最小限に抑えることが平和に繋がるという信念を持っている。同じ大学で学び、交流があったスメラギにも大きな影響を与えており、マネキンへの憧れがスメラギが戦術予報士となることを選んだ理由の一つとなっている。AEU軍の戦術予報士として参加した過去のある作戦では、情報共有の不足によりスメラギが指揮する友軍と同士討ちを起こし、多数の犠牲者を出す事件となっている。
『1st』ではAEU軍MS部隊の作戦指揮官として三国合同演習に参加し、その際に遅刻してきたパトリックを殴りつけたことから一目惚れされ、熱烈なアプローチを受けることとなる。国連軍結成後は3隻のバージニア級輸送艦の艦隊指揮官となり、セルゲイと共にジンクス部隊の指揮も執る。初戦では、トランザムやGNアーマーを駆使するガンダムの猛攻で2隻の僚艦を撃沈され、ジンクス部隊も大半を失うなど、撤退寸前にまで追い込まれるが、アレハンドロのアルヴァトーレが増援として送り込まれた最後の決戦では、アルヴァトーレや残存MSの活躍もあり、CBを壊滅に追い込む。
『2nd』では37歳。CBと交戦した経験を買われ、対ガンダム部隊の指揮官としてアロウズに転属している。連邦軍のセルゲイとは、アロウズの内情を伝えるべく連絡を取り合っている。オートマトンによる無差別の殺戮などを目の当たりにし、あまりに容赦のないアロウズのやり方に疑念を深めていく一方、幾度かの戦闘を通じてCBの指揮官がスメラギであることを確信し、彼女がCBに参加したおおよその理由についても察したが、紛争根絶というありえない理念に傾倒したスメラギに対しては失望を抱いており、己が指揮官であることを彼女に伝えたうえで容赦なくCBを追い詰めていく。
ブレイク・ピラー事件では、衛星兵器メメントモリの存在とその砲撃による軌道エレベーターの崩壊で数千万人規模の犠牲者が出る恐れがあることを知り、待機命令に逆らって自らの部隊に軌道エレベーターの破片の迎撃を指示する。この事件を境に、パトリックと共にアロウズを離反して失踪していたが、その間にカタロンと接触してアロウズとの決戦に向けての準備を進める。アロウズとCBの最終決戦では、自身が座乗するウラル級大型輸送艦と数十機のMSを有するクーデター派を率いて参戦し、アロウズの戦術を読み切ってグッドマン率いる艦隊を崩壊させる。スメラギとの和解には至らなかったが、イノベイター勢力の本拠地であるソレスタルビーイング号の攻略を目指すCBを援護し、ガガ部隊の猛攻を凌ぎきる。
最終決戦後はパトリックと結婚し、階級も准将に昇格している。CBに対しては、アロウズ打倒の功労者として一定の評価はしているが、危険な存在であるとの認識は解いておらず、その活動次第では再戦も辞さない決意を見せている。
『劇場版』では39歳。パトリックと共にソレスタルビーイング号の査察へ向かい、地球圏へ接近する木星探査船の軌道変更処理を指揮する。デカルトの持つイノベイターの力を目の当たりにした後は、ソレスタルビーイング号に留まってELSに関する情報収集を続け、ELSが地球圏に襲来する段階においては地球圏防衛艦隊の総司令に着任し、ソレスタルビーイング号の司令室でELS迎撃の指揮を執るが、出撃したパトリックから最後の通信を送られた際は動揺し、本気で心配している。ELSの侵攻で防衛線が崩壊し、司令室も侵食を受けて取り込まれそうになったが、それが自身まで到達する直前に止まったため、生還する。
エミリオ・リビシ
声 - 加瀬康之
『2nd』の回想シーンにて登場したAEU軍所属の軍人で、スメラギのかつての恋人。『1st』の開始より過去にAEU軍が行った作戦において、情報共有のミスにより発生した部隊の同士討ちという、大惨事に巻き込まれて死亡する。この出来事はスメラギの心にトラウマとなって深く刻み込まれ、年月が経過しても彼女はそれを引きずっている。『2nd』序盤におけるカタロン基地でのオートマトンによる虐殺は、過去の惨劇をスメラギの脳裏に思い出させ、彼女を一時気絶に追い込んだが、戦場でのマネキンとの再会は、後にスメラギに過去との決別を促すことになる。

#### 人類革新連盟
中国と、ロシアのアジア地域、他の旧共産圏、インドなどを中心に、主にユーラシア大陸の国々によって形成されている連合国家。通称「人革連」、もしくは「人革」。英名は「Human Reform League」。元首として国家主席（国家主席室）を設置している。なお、ロシアのヨーロッパ部分は「モスクワ」として独立し、AEUに加盟している。ユニオンに次いで、ソロモン諸島北方の海上に、軌道エレベーター「天柱」の建造に成功したものの、軍事技術面ではユニオン、AEUにやや遅れを取っている。そのため、超大国の中でもガンダムの鹵獲に特に力を注いでいる。
セルゲイ・スミルノフ
声 - 石塚運昇
「ロシアの荒熊」の異名を持つ人革連軍MS部隊の優秀な指揮官で、その名は軍内外に広く知れ渡っている。階級は中佐。2265年1月28日生まれ。『1st』では43歳。身長189cm。体重82kg。左目の上から頬にかけて大きな傷跡を持つ歴戦の勇士で、MSパイロットとしての能力もきわめて高い。ガンダムの性能を確かめるため、ティエレン高機動型に搭乗して単機でエクシアに挑むなど、風聞を信じず、自分で見聞きしたものしか信用をしない主義である。「超人機関」により生み出された、超兵ピーリスが部下として配属されたが、若い彼女が戦闘に参加することや、超人機関の非人道的な研究については否定的であった。
対ガンダムを目的に創設された特務部隊「頂武（ちょうぶ）」の隊長として、幾度となくガンダムと交戦。その一方で危険を承知で人命救助に動いたアレルヤと利害を超えて協力を行ったこともある。宇宙におけるガンダム鹵獲作戦では、GN粒子による電波撹乱を逆手にとってプトレマイオスを発見し、スメラギの戦術の裏をかいてキュリオスとヴァーチェを鹵獲寸前まで追い詰めるなど、指揮官として高い能力を見せている。三国合同演習ではティエレン高機動B指揮官型に搭乗し、ピーリスと共にキュリオスの鹵獲を試みている。国連軍結成後はマネキンと共にジンクス部隊の指揮を執る。艦隊指揮の方はマネキンに任せ、自身はMS隊を率いてガンダムと戦い、最終決戦ではピーリスとの連携でキュリオスと激闘を繰り広げ、自身の機体が大破し傷つきながらも、ついにキュリオスを撃破する。その際、戦闘を中断したピーリスを叱咤するが、キュリオスへの止めよりセルゲイの身の安全を優先するピーリスを見て、彼女の心情の変化を感じとっている。
『2nd』では48歳。ガンダム討伐の功績によって地球連邦軍大佐に昇進している。連邦政府による強権支配体制には懐疑的で、アロウズを警戒しており、アロウズへ転属したマネキンと内情を知るべく連絡を取り合っている。ピーリスとは親子に近い関係を築いており、養子に迎え本当の親子となることまで考えていたが、彼女にアロウズへの転属命令が下ったことでそれは保留となる。戦闘でピーリスが行方不明になった際には部下の制止を振り切って単独で捜索を行い、発見した彼女から「ソーマ・ピーリス」という人格が後から上書きされたものであり、現在は本来の人格を取り戻しているということを知らされる。ピーリスが1人の女性として幸せに生きることを願い、戦いに参加させないことを約束させてアレルヤに彼女を託す。そしてアロウズへは、ピーリス戦死という嘘の報告を伝える。
実の息子・アンドレイとは『1st』から14年前の太陽光発電紛争での妻ホリーの死を巡って深い確執があり、十数年に渡って音信不通で、アンドレイがピーリスにアロウズへの転属命令を伝える形で家を訪れた時に再会を果たす。アンドレイが軍人となったことはハーキュリーを通じて知っていたようであるが、アロウズに所属していたことは知らず、十数年ぶりの再会の件も相まってセルゲイに大きな衝撃を与える。母を失って心を閉ざした息子と向き合う術を見出せず、結果として投げ出す形になってしまったことには、大きな負い目を感じていた。
『2nd』におけるセルゲイは、アロウズの士官から侮辱されても抵抗せず、衛星兵器メメントモリに関して下された箝口令に苦悩しながらも従うなど、『1st』で見られたような勇猛果敢な軍人としての姿は鳴りを潜め、政治的に中立な立場を標榜している。ハーキュリーからクーデター計画を知らされた際も、諌めるのみで参加することはなかった。一方で、強硬な手段で世界統合を推し進めるアロウズに対しては疑問を抱いており、そういった彼の行動や思想は軍内部に少なからぬ影響を与えていたといわれ、アロウズからは危険視されていた。
クーデター派による軌道エレベーター占拠事件では、キム中将の要請で「ティエレン全領域対応型」に搭乗して、密使としてハーキュリーの下に向かったが、その任務自体がセルゲイの抹殺を目的にアロウズが仕組んだ陰謀であった。その為、彼の脱出を待つことなくメメントモリによる砲撃が行われ、ハーキュリーを説得し、軌道エレベーターが崩壊する中を脱出した。その後、落下する破片の迎撃に当たったが、迎撃後にハーキュリーが突如撃墜され、攻撃を行った人物がアンドレイと知り驚きを受ける中、自身もハーキュリーと共にいたことでクーデターに与していたと誤解をされ、攻撃を受けた。説得を聞き入れられることも無く、無抵抗のままコックピット付近にGNビームサーベルを受けてしまい、妻や息子への謝罪を語りながら、壮絶な最期を遂げた。
ブレイク・ピラー事件後、アロウズの情報操作によりセルゲイの死の真実は隠蔽される。『2nd』終盤のダブルオーライザーによるトランザムバースト発動時に、彼がアンドレイに言えなかった本当の思いは、マリーを通じて伝えられた。軍の在り方と人類の未来を常に考えていたセルゲイの生き方は、その後のアンドレイやキム中将に大きな影響をもたらした。
ソーマ・ピーリス / マリー・パーファシー（Soma Peries / Marie Parfacy）
声 - 小笠原亜里沙
人革連軍のMSパイロットで、『1st』では18歳。身長156cm。体重46kg。2289年5月21日生まれ。階級は少尉。「超人機関技術研究所」で遺伝子工学により生み出されたデザインベビーで、ナノマシンによって身体機能の強化・改造を施された超兵1号である。研究所にいた頃は「マリー・パーファシー」という名前を持ち、そこで「被験体E-57」と呼ばれていたアレルヤと出会い、記憶と名前がなかった彼に名前を授けている。CBによる武力介入開始より僅か数か月前、成果を出せずに焦った超人機関によって「ソーマ・ピーリス」という人格を上書きされ、失っていた五感の復元と引き換えにマリーとしての人格と記憶を封印された。表向きは「完全体の超兵」として送り出されたが、それは超人機関が組織の存続のために行った欺瞞であり、本来超兵に求められた能力の実現には至っていない。なお、アレルヤ・ハレルヤと異なりソーマとマリーはある程度感情や記憶を共有しているようで、マリーは目覚めた直後から自身の置かれた状況を理解していた他、ソーマが持っていたセルゲイへの思慕もそのまま有している。
アニューによれば脳量子波使いとしてのレベルはC。これはイノベイターを自称するイノベイド達が自身のレベルをAだと信じた場合で、実際のピーリスのレベルはDであるらしい。機体は超兵専用にカスタマイズされた「ティエレンタオツー」に搭乗する。
彼女の放つ脳量子波はアレルヤの脳量子波と強い干渉を引き起こすため、初めてアレルヤと接近した際には暴走状態に陥り、軌道エレベーターの重力ブロックを破壊する事件を起こしている。しかしパイロットスーツに外部からの脳量子波を遮断する処置を施した後は、アレルヤに対して一方的なプレッシャーを与える手段として、戦闘で大きな威力を発揮した。また、超兵であることに強い自尊心を持つように刷り込みが施されており、同じく超兵であるアレルヤに対しては、唯一の完全なる超兵であるとの自負から強い対抗心を抱いた。
当初は沈着冷静だが感情表現に乏しく、自身を単なる兵器としか考えていないような言動が目立った。しかしセルゲイの部下として戦いを重ね、1人の人間として扱われるうちに徐々に人間らしい感情に目覚め、『1st』終盤におけるCBとの決戦では、セルゲイと共にジンクスに搭乗してキュリオスと激しい戦闘を行い、大破したキュリオスに止めを刺すよりもセルゲイの救助を優先するなど、大きな成長を遂げている。
『2nd』では23歳。身長166cm。体重43kg。当初は別々の部署に配属されていたが、キム中将がピーリスの出自を持て余したことと彼女自身が希望した為、セルゲイと同居していた。連邦軍中尉となっており、セルゲイとは親子に近い関係を築いていた。養子縁組の話が持ち上がるが、CBの活動再開と同時にアロウズへの転属命令が下され保留となった。再びガンダムとの戦いに臨むが、アロウズの行う非人道的な作戦に対しては任務として割り切りながらも大きな嫌悪感を持っていた。アロウズに転属して半年経った頃に養子縁組を受ける決意をしてセルゲイにもその旨を伝えるが、その直後にカタロン基地でのオートマトンによる大量虐殺を目の当たりにし、自身もまた兵器であるとの超人機関に植え付けられた認識ゆえに、一旦は受諾した養子縁組を固辞し戦場に留まった。同時期にルイスと知り合い、彼女が微弱ながら脳量子波を有していた事から、戦いに対する複雑な感情や自身と同じように無理をしていることを読み取っている。
収監されていたアレルヤとの接触により封じられた記憶が揺り起こされ、後の戦闘でアレルヤとともに墜落し、再び呼びかけを受けたことで、マリーとしての人格と記憶を完全に取り戻した。そしてアレルヤと共に生きることを選び、セルゲイに涙ながらの別れを告げてCBに保護される。当初はピーリスとして犯した罪を巡りフェルトから責められるなどCBのメンバー達からは複雑な感情を向けられていたが、徐々に仲間として認められていった。アレルヤの意思により戦闘に参加することはなかったが、メメントモリ攻略戦の際にはスメラギの依頼により脳量子波によってメメントモリの発射タイミングを見極めるという形で協力している。
一方で、自分に出来ることで過去を償うべきではないかとも悩んでおり、「ブレイク・ピラー」事件では、破片の迎撃を行うべくGNアーチャーで出撃、セルゲイとの再会も果たした。しかしその後、セルゲイが撃墜され死亡する瞬間を目撃し、それが息子であるアンドレイの手によるものであることを知り大きな衝撃を受け、再びピーリスの人格が表面化した。以後はアレルヤに対しても心を閉ざし、セルゲイの仇討ちを果たすべく超兵仕様に調整されたGNアーチャーを駆り、戦場でアンドレイを探し求めるようになる。第19話の戦闘で遂にアンドレイを発見し猛追するが、アレルヤの制止と復讐の虚しさを叫ぶ沙慈の言葉で追撃の手を止める。それ以降、沙慈が自分の思いを貫き通したことや、アニューと死別した悲しみをライルが乗り越えていったことで、憎しみで戦うことに対して少しずつ心境が変化していく。アロウズとの決戦前には、自分達のような存在を二度と生み出さない為にというアレルヤの想いに触れ、もう一人の自分であるマリーの存在を認め、アレルヤにその名で呼ぶことを許している。
イノベイター勢力との最終決戦では、アリオスや0ガンダムと共にプトレマイオス2の防衛に全力を尽くすが、機体が粒子切れを起こしてガガ部隊の特攻を受け、意識を失う。ダブルオーライザーのトランザムバーストが発動した最中に意識を取り戻すが、既に人格交代が起こりマリーの人格が表面化していた。機体が大破し漂流中のアンドレイと意識を感応させ、セルゲイ殺害の理由を問い質し、互いにブレイク・ピラー事件での悲劇は2人の想いがすれ違った末に起こったことを知り、セルゲイが息子に告げられずにいた本当の想い（愛情）を伝えた。最終決戦後は、アレルヤと共に巡礼の旅に出ている。
『劇場版』では25歳。アレルヤと人革連領のモンゴル自治区を巡る途中、たどり着いた太陽光受信施設にてELSの襲撃を受けるが、ハレルヤの機転とライルの救援で難を逃れた。その後はアレルヤと共に宇宙へ上がり、再び戦うことを決意する。戦闘ではアレルヤと共にハルートに搭乗して火器管制を担当し、アレルヤを全面的にサポートした。また、『2nd』のようにピーリスが表面化することは無いが、マリー自身はピーリスとして戦場に臨んでおり、それを汲んだアレルヤが「ピーリス」と呼び掛けてもいる。地球圏防衛の最終決戦時にハルートは大破するも、アレルヤと共に脱出して無事生還した。小説版、BDBOX付属の絵コンテでは、アレルヤと共にイノベイターに変革したと思われる描写がある。
ミン
声 - 大原崇
『1st』に登場した、セルゲイの副官。階級は中尉。人革連が行ったガンダム鹵獲作戦において出撃し、ヴァーチェの鹵獲に失敗して撤退中にキュリオスに急襲され、共にいたセルゲイとピーリスを撤退させるため、身を挺してキュリオスを足止めした。その際に秩序の破壊者であるとしてソレスタルビーイングを痛烈に批判するが、表出していたハレルヤから人革連と超人機関技術研究所の非道さを糾弾され、時間を掛けてコックピットにシールドニードルを突き立てられるという、悲惨な最期を遂げた。
キム
声 - 浜田賢二
人革連軍の司令官。対ガンダム部隊を創設し、ガンダムの鹵獲をセルゲイに命じた。隊の人選を一任し、彼が独断でガンダムと交戦したり、鹵獲作戦に失敗して大きな損耗を出しても起用し続けるなど、セルゲイの能力を高く評価していたようである。『1st』では名前は明かされず、『2nd』において姓のみ判明している。
『2nd』では、連邦正規軍人革連領方面軍の司令を務める中将となっている。ピーリスの出自を扱いかねて彼女をセルゲイに託し、メメントモリが使用された時は箝口令を伝えた。いずれ正規軍がアロウズに吸収されるであろうことを見越してホーマーからの要請を受け、アロウズ転属後の将官待遇と引き換えに、セルゲイを軌道エレベーターを占拠したクーデター派への密使として送るという裏取引を行ったが、セルゲイ抹殺というアロウズの本当の目的には気付かなかった。
『劇場版』では、引き続き階級は中将であり、髭を生やしている。クラウスと共にELSの研究施設を訪れた際は、ELSに侵食されたアーミアの姿を見て驚愕し、ELSの脅威を認識した。その後、木星から地球圏に接近するELSと、火星圏にて接触を図るための先遣調査艦隊の司令に志願。同じく部隊の一員となったデカルトのガデラーザを乗艦の下部に係留し、トランザム航行で火星圏へ向かった。出世欲に取りつかれていることを自覚しており、部下に志願理由を尋ねられた際には“ロシアの荒熊”、セルゲイの話を持ち出し「一度はセルゲイのように生きてみたいと思ったからだ」と答えた。到着後、火星駐屯艦2隻と合流し、遭遇したELSを敵性勢力とみなして攻撃を行うが、圧倒的な物量の前に押し切られ、現実を認められぬままELSに侵食されてしまい、それを見かねたデカルトのガデラーザの攻撃により、乗艦を撃沈され、死亡した。
国家主席
声 - ふくまつ進紗
人革連の最高指導者。セイロン島で行われたCBの武力介入を否定するが、裏でガンダムの鹵獲を指示している。合同軍事演習でのガンダム鹵獲作戦時には、世論の非難の中で演習場所を提供したため、最低でも2機はガンダムが欲しいと、願望を口にしていた。
ホリー・スミルノフ
声 - 田中晶子
人革連所属の軍人で、既に故人。セルゲイの妻でありアンドレイの母親だった女性。セルゲイや彼の親友ハーキュリーとは、士官学校時代からの付き合い。『2nd』から14年前の太陽光発電紛争において、建造中の軌道エレベーター「天柱」をテロ組織が襲撃した際に、当時の防衛部隊の指揮官だったセルゲイは、1人でも多くの人命を救うために、軌道エレベーターを死守する選択をし、出撃していた彼女の所属する部隊を見捨てるという決断を下した。その結果、彼女は任務中行方不明者となり、その後、戦死したものとして葬儀が営まれた。ホリーの死はアンドレイに大きな衝撃を与え、それに至る複雑な事情をセルゲイはアンドレイに打ち明けることができず、2人の間に深い確執を生むことになった。彼女は生前、自分にもしものことがあったらと、遺言めいた言葉を残していた。

### 地球連邦
西暦2311年、三大超国家を中心に国連の全加盟国を統合して発足した、人類史上最大の連邦国家。参加国は、連邦軍創設の時点で328か国に及ぶ。軌道エレベーターや太陽光発電システムのほか、擬似太陽炉といった最新技術を独占しており、連邦加盟国の市民の生活レベルは以前に比べて向上している。その一方、非連邦加盟国や発展途上国との格差は拡大の一途を辿っており、強大な軍事力を背景に国家の再編や統合を推し進める姿勢には反発も強く、「カタロン」をはじめ反連邦勢力による抵抗運動が各地で勃発している。しかし、反連邦勢力に対する容赦のない弾圧や、貧困や戦乱に苦しむ世界の暗部は「ヴェーダ」による情報統制で完全に覆い隠され、決して報道されることは無い。大統領をはじめ政財界のトップを占める人間達も、リボンズらイノベイター勢力の傀儡と化しており、地球連邦の真実の姿はイノベイター勢力による独裁国家に等しいものと成り果てている。リボンズらが倒され、大統領が代わってからは宥和政策への方針転換により、軍縮が進められた。『劇場版』では、軍縮が災いして、ELSに対して戦力不足という皮肉な結果を招き、地球圏防衛の最終決戦の際は、旧式機や輸送艦など使える兵力を全て集め、ELSに対抗した。
ミーナ・カーマイン
声 - 釘宮理恵
『劇場版』に登場した、ビリーの同僚の宇宙物理学者。容姿や声は「トリニティ」のネーナと酷似している。小説版には、ミーナの先祖がコーナー家へ自らの遺伝子データを提供しており、それによってネーナが生み出されたという事実が記されている。
劇中では、好意を抱いているビリーに対して、人目も憚らずに幾度となく性的なアタックをかけるなど、非常に積極的な女性。連邦軍に協力しており、地球へのELSの襲来時にはビリーらと共にその解析を行い、木星探査船の破片と異常現象との関連にいち早く気付いていた。その後はビリーと共にソレスタルビーイング号へ出向き、地球圏防衛の最終決戦では、司令室にてビリーと戦況を見守っていた。小説版では、戦後にビリーと結婚して子供を出産し、その子供が再び世界に争いが起きた時に戦いに身を投じたことが、エピローグでのマリナの回想により語られている。
地球連邦大統領（初代）
声 - 佐々木誠二
地球連邦政府設立後に就任した黒人男性の大統領で、『1st』の最終話では連邦事務総長として登場している。地球連邦平和維持軍の中に独立治安維持部隊「アロウズ」を設立させ、反連邦勢力に新型オートマトンによる虐殺の成否や、ブレイク・ピラー事件の情報を隠蔽するなど情報統制を行なっている、リボンズ・アルマークと会話をしていることから、イノベイター勢力と結託し、連邦そのものが彼らの傀儡と化していた。
小説版では最終決戦後にアロウズの蛮行が全世界に露見し、連邦議会の即時解散と連邦大統領を含む全閣僚がリコールされたことで、連邦大統領の地位から引き摺りおろされたことが窺えるが、その後の顛末は不明である。
地球連邦大統領（二代）
声 - 藤田淑子
イノベイター勢力との最終決戦後に就任した、女性の連邦大統領。小説版では、ヨーロッパ議会の野党代表に所属しており、難民対策を実施していたことが記されている。『劇場版』では、世界各国へ宥和政策を推し進めていたが、ELSが出現した際には情報統制を敷き、市民らの動揺を減らしながら解決策を探していた。ELSが脳量子波に惹かれ、将来的にイノベイターになりうる因子を持つ人々が狙われている事実が判明した時は、迅速に彼らを脳量子波遮断施設へと避難させ、スメラギからはその手腕を評価されていた。地球圏へのELS襲来の際は、ほぼ全ての兵力を防衛艦隊として宇宙に集め、会議でELSが絶対防衛線を回避しないよう神に祈るしかないとの意見が出た時には、「神ではなく私達がやるのです。生き残り、未来を切り開くために。たとえ他者を傷つける結果になったとしても」と、毅然とした態度で述べ、閣僚らと共に戦況の行方を見守っていた。

#### 地球連邦平和維持軍
世界の統一と平和維持を目的として、地球連邦に参加した328か国の軍を再編・統合して発足した、地球連邦の正規軍。本来は地球連邦唯一の軍隊であったが、「アロウズ」創設後は事実上その下部組織に等しい地位に貶められている。アロウズとの区別のため、「連邦正規軍」もしくは単に「正規軍」と呼ばれる。主力兵器として擬似太陽炉搭載型MS「ジンクスIII」が配備されており、旧来の兵器しか持たない反連邦勢力に対しては、圧倒的な優位に立っている。ただし、擬似太陽炉搭載型MSは優先してアロウズへ供給されるために配備が遅れており、三大超国家時代の旧型MSも未だ数多く運用されている。アロウズの完全秘密主義やエリート意識に反感を抱いている者は多く、それが後のクーデター派による決起へ繋がった。『劇場版』における西暦2314年時は、ジンクスIVやブレイヴ、ガデラーザといった新型量産機やイノベイター専用機が開発され、試験運用も兼ねて配備されている。
パング・ハーキュリー
声 - 屋良有作
旧人革連軍出身の地球連邦軍参謀本部所属の大佐。48歳。セルゲイとその亡き妻ホリーとは、士官学校時代からの友人である。ホリーが死亡することとなった作戦にも、セルゲイの副官として参加していた。アンドレイのことは幼い頃から知っており、士官学校へ入学する際には上層部に口添えをしているが、父親への反発から軍人としての道を突き進もうとするその姿には不安を抱いていた。
「政治、軍隊は良識ある市民が存在してこそ正しく機能する」という信念を持つことから、アロウズによって誤った方向へ突き進む世界を憂い、アフリカの軌道エレベーターを占拠するというクーデターを起こした。情報統制を見越し、人質として取り残された6万人の市民にアロウズの実態を知らしめ、その人々を解放することで世界へ真実が発信されることを狙うが、衛星兵器「メメントモリ」を用いて軌道エレベーターごとクーデター派と市民の抹殺を図ったアロウズの凶行によって、クーデターは失敗してしまう。アロウズを甘く見たことを悔やみ、その場に残ることを望むが、セルゲイに説得されて脱出し、ジンクスIIIを駆って軌道エレベーターの破片の迎撃に参加した。その後、自らの行いが招いた惨禍を目の当たりにし、後悔の念から茫然自失に陥っていたところをアンドレイに撃墜され、死亡した。
デカルト・シャーマン
声 - 勝地涼
『劇場版』に登場した、連邦軍兵士。階級は大尉。2年前のCBとイノベイター勢力の最終決戦の最中に、ダブルオーライザーのトランザムバーストの力によって偶然純粋種へ覚醒した元アロウズ所属の軍人で、その能力から軍には被検体として半ばモルモット扱いされていた（小説版ではモルモット扱いに鬱憤が溜まっており、「オナニーすらできやしない」と呟いている）。その苛立ちゆえ、他の人間を「劣等種」と吐き捨てることもあった。半ば専用機である大型MAガデラーザを駆り、木星探査船「エウロパ」の軌道変更ミッションにおいて、巡洋艦のGNミサイルやMSの攻撃では破壊しきれなかったエウロパを、日ごろの憂さ晴らしも兼ねて圧倒的な火力によって完全に破壊した。イノベイターであるがゆえにELSが発する脳量子波にも気付いており、意見を求められた際は“叫び”と答えていた。
その後、木星から地球圏へ接近するELSと火星圏にて接触を図るための先遣艦隊へ一員として参加。先行して接触への一番槍となり、ELSと交戦する。ELSの脳量子波の介入を受けながらも善戦し、僚機や艦隊がELSに取り込まれた際は、自らの手で彼らをELSごと撃墜した（小説版では、皮肉屋な面持ちで仲間を見下してはいたものの嫌ってはおらず、ELSに侵食された彼らを殺すことに心を痛めていた苦悩が描かれている）。友軍が全滅した後も単機でELSと戦い続けたが、多勢に無勢となり大型ELSに取り付かれ、CBが救援に駆けつけた時点では激しい脳量子波の干渉に苦悶しており、脱出を呼びかける刹那の声に答えることもできず、乗機ごとELSに侵食されてしまい、死亡した。
漫画版では最終決戦時、超大型ELS本体に突入しようとするダブルオークアンタの前に立ちはだかった3機のELSガデラーザの内1機のコクピットに、全身が金属化したデカルトの姿があった。
「ソルブレイヴス」の隊員達
『劇場版』に登場した、グラハムが率いる新型MS部隊「ソルブレイヴス」に配属されている、グラハム以外の5名の隊員達。ブレイヴ一般用試験機に搭乗する。劇中では、グラハムの指揮下でCBの窮地を救い、地球圏防衛の最終決戦では、ELSに対して果敢に戦った。その際、少なくとも2名が戦死している。
ヴィクトル・レオーノフ
ソルブレイヴスの副隊長。旧AEU圏出身でモスクワ生まれのロシア系白人。
ルドルフ・シュライバー
旧AEU圏出身でドイツ系白人。
アキラ・タケイ
旧ユニオン圏出身で元沖縄基地所属の日系人。『1st』に登場した、オーバーフラッグス隊の生き残り。
イェーガン・クロウ
旧ユニオン圏出身でオーストラリア系白人。劇中では、隊員の中で唯一戦死シーンが明確に描かれた。
ネフェル・ナギーブ
声 - 西墻由香
唯一の女性隊員で、褐色肌で白髪のエジプト系。『1st』では、モラリア共和国のPMCトラストに所属していた。

#### 独立治安維持部隊アロウズ
「恒久和平実現」を目的として創設された政府直轄の独立治安維持部隊。極めて強大な権限が与えられており、反連邦勢力と見なした対象を、圧倒的な武力によって制圧している。CBからは「鎮圧という名の虐殺」と呼ばれ、部隊創設からわずかの期間で、既に数万人に及ぶ反連邦主義者やその容疑者を殺害している事件を十数件引き起こしていた。連邦正規軍より上位の組織であり、同階級の正規軍将兵よりもあらゆる面で優遇されており、連邦正規軍が疑似太陽炉搭載型モビルスーツと共に旧世代モビルスーツを大量運用しているのに対して、アロウズのモビルスーツ部隊は全てが疑似太陽炉搭載型で占められている。投入されている予算も規格外であり、最新鋭MS「アヘッド」などをはじめ、正規軍が持たない最新兵器を数多く実戦配備している。その組織の規模は、連邦保安局を直轄組織とした時点で4000万人規模であり、後に連邦正規軍を支配下に置いたことでさらに膨れ上がり、人類史上最大の軍事組織となった。
その実態は、「人類の統合」のためにリボンズらイノベイター勢力が影から主導して生み出した組織。いかなる虐殺行為も露見することなく隠蔽がなされているのは、「ヴェーダ」による完璧な情報統制によるものである。イノベイター勢力の存在を知っているのは、彼らを通して入隊したルイス、終盤にイノベイター勢力と直接関わったビリーやアンドレイ、組織のトップに近い地位を持つ者と極少数である。組織内でも完璧な情報統制が行われ、同じアロウズに所属していても他の部隊の作戦内容を知ることはほぼ不可能となっており、虐殺行為と無縁の隊員も多く、対ガンダム戦を行う部隊などには「メメントモリ」の存在すら知らされることはない。
『2nd』終盤にて、リボンズらイノベイター勢力が倒された後は、事実を白日の下に晒され、組織は解体された。
ホーマー・カタギリ
声 - 大友龍三郎
アロウズの最高司令官。58歳。身長205cm。体重84kg。イノベイター勢力と深い繋がりがあり、彼らを人類を超えた存在と捉え、その支配を受けることが、恒久和平に繋がると信じている。甥であるビリーとは対照的に厳格な性格で、日本由来の家系ということもあり、日本文化に造詣が深い。自宅も古式ゆかしい純和風で、畳敷きの居間には「我事に於いて後悔せず」と書かれた掛け軸がかけられている。ビリーに対してはたびたびアロウズへ参加するよう打診し、実際にビリーが着任した時は、技術大尉の地位を与え、故エイフマン教授の後を継いでMSの開発を行うよう告げた。ジェジャン中佐戦死の報を聞いた時には、「これ以上の犠牲を出すわけにはいかん」と呟くなど、部下思いでもある。アロウズの行為が悪であることは自覚しており、メメントモリによる砲撃やオートマトンによる虐殺行為といった、全ての罪を背負う揺るがない信念と覚悟を持っているが、小説版のマネキンからは内心で数百万以上の人命を奪いながら、今さら自分一人の命で贖えると考えていること自体が傲慢であると軽蔑感を持たれている。
CBとイノベイター勢力の最終決戦後にアロウズの実態が世に暴かれ、解体が決定されると同時に自宅で切腹し、死亡した。小説版によれば、彼の葬儀は身内だけで行われ、ビリーは親類に下手な外聞が及ばないように、出席はしなかった。
『1st』では、ユニオン軍の司令官を務めており、エクシアとの激闘から生還したグラハムに、武士道の教えを説いたのもホーマーである。ビリーに対しては甘いところもあり、小説版では、彼の要請でユニオンに提供された10基の擬似太陽炉の内の1基を、「量産化に向けた調査・研究」の名目で提供するという便宜も図っていたことが明かされている。
アーサー・グッドマン
声 - 江川央生
アロウズの実質的No.2で、階級は准将。49歳。身長176cm。体重108kg。金髪肥満体の中年男性で、アロウズの実戦部隊における最高指揮官である。「恒久和平実現」というアロウズの理想に心酔しており、そのためにはいかなる非道な手段も許されると信じている。民間人や反連邦勢力の人間がどれほど犠牲になろうとも厭わない冷酷な性格で、無能な部下にも容赦が無い。ホーマーは太陽光発電紛争時の上官。小説版では、退屈嫌いな人物として描かれており、作戦中に副官のジェジャンと賭けをする描写があった。
劇中では、『2nd』冒頭のコロニー「プラウド」における作戦を指揮した。また、衛星兵器「メメントモリ」を「神の雷」と賞賛し、その1号基を指揮し、中東のスイール王国やリチエラ王国を攻撃した。1号基破壊後は2号基の発射指揮も行い、「ブレイク・ピラー」事件を引き起こした。その後もCBを追跡して度重なる攻撃を加えるが、思うような戦果は挙げられずに、ヒリングから無能呼ばわりをされた（グッドマン本人も、「ライセンス」の特権によって、独自に作戦を行うリヴァイヴやヒリング達のことを、戦場を乱す存在として邪魔者扱いしている）。
CBとの最終決戦では、巡洋艦21隻、MS108機の大部隊を率いて攻撃を行い、3隻の無人巡洋艦による特攻と、アンチビームフィールドを展開する作戦によって、CBを追い詰めた。しかし、CBの援軍として駆けつけたカタロン艦隊の実弾兵器による攻撃と、マネキン率いるクーデター派の部隊による背後からの奇襲を受け、艦隊は崩壊。追い詰められ、航行不能に陥った僚艦さえも邪魔者と見なし撃破を指示したが、その命令が実行されることはなく、ダブルオーライザーに乗艦を撃沈され、死亡した。
リー・ジェジャン
声 - 四宮豪
グッドマンの副官を務めるアロウズの士官。38歳。階級は中佐。実直な軍人で忠実に軍務を遂行する。『2nd』冒頭のコロニー「プラウド」での作戦を、グッドマンと共に指揮した。その後はマネキンの地上部隊と連携し、トランザムによる大気圏離脱でGN粒子を使い切った直後のプトレマイオス2を宇宙空間で待ち受けて急襲したが、大気圏離脱中に緊急出撃していたダブルオーによって乗艦を撃沈され、死亡した。小説版では、地上に病弱な妹がいることが判明している。
アーバ・リント
声 - 矢尾一樹
アロウズの士官。42歳。身長179cm。体重59kg。階級は少佐。相手の弱みに付け込むことを好み、反連邦勢力撲滅のためには、非人道的な手段もいとわない、冷酷かつ残忍な性格の持ち主。非道な手段を嫌うマネキンに対しては、過去のAEU時代の同士討ち事件を持ち出して嘲笑し、セルゲイに対しては、カタロン構成員の疑いがある沙慈を逃がしたことを理由に「アロウズの少佐は連邦軍の大佐より格上」と吐き捨てて頬を張るなど、侮辱の限りを尽くす。指揮官としては優秀で、完璧に条件を整えた上での殲滅戦を得意としている（初めてリントの指揮を見たマネキンをして、「索敵と初期行動は見事」と思わしめた）が、予想外の事態への対応力には欠けている。また、「ライセンス」を持つヒリング達のことは、グッドマンほど嫌ってはおらず、比較的自由に行動させていた。
衛星兵器「メメントモリ」防衛戦では、自ら防衛部隊の指揮を執って、カタロン艦隊を圧倒し、続いて到着したCBも追い詰めた。しかし、スメラギの奇策とガンダムの連携攻撃によってメメントモリは破壊され、その爆発に乗艦ごと巻き込まれて、死亡した。
『00F』では、地球連邦軍の指揮官として登場。フォンの隕石落下テロを阻止しようとするが、逆に利用されて失敗する。
バラック・ジニン
声 - 稲田徹
アロウズに所属するMSパイロットで、小隊長を務めている。31歳。身長192cm。体重85kg。階級は大尉。上級士官として、最新鋭機のアヘッドを与えられている。反連邦組織のテロで妻を亡くしたことをきっかけに、アロウズへ志願した。連邦による統一世界実現のためなら非道に手を染めることもいとわぬ覚悟を持っており、コロニー「プラウド」での作戦では、オートマトンの投入も行っている。その後もアンドレイとルイスを部下としてCBと戦い続けたが、ラグランジュ3でのCB基地攻防戦にて、ダブルオーライザーと交戦。その驚異的なスピードに圧倒され、機体を両断されて戦死した。部下からの信頼は厚く、その死はルイスに大きな衝撃を与えた。
アラッガ
声 - 千葉一伸
ジニンの部下で、階級は中尉。ジンクスIIIに搭乗する。『2nd』第1話のコロニー「プラウド」襲撃に参加し、ジニンとの連携攻撃で現れた刹那のエクシアリペアを翻弄したが、救援に駆けつけたセラヴィーとの戦闘で戦死した。
アンドレイ・スミルノフ
声 - 白鳥哲
セルゲイとホリーの1人息子で、アロウズに所属するMSパイロット。24歳。身長184cm。体重66kg。階級は少尉。アロウズの対ガンダム部隊に配属され、ジンクスIIIに搭乗し、戦場では上官のジニンや部下のルイスと共に幾度と無くガンダムと交戦した。同じ隊にジニンと共に補充要員として配属されたルイスに一目惚れしており、悲惨な過去を抱えて戦い続ける彼女に何かと気を遣っている。ルイスへは告白に等しい抱擁まで行ったが、彼女の気持ちがアンドレイへ向くことはなく、あくまで上官かつ戦友という存在であった模様。
『2nd』から14年前の太陽光発電紛争において、建設中の軌道エレベーターを死守するためにホリーの所属する部隊ごと死なせる決断を下したセルゲイを深く憎んでおり、ホリーの部隊に救援を出そうとしたハーキュリーにまでその矛先を向けていた。ピーリスに対するアロウズへの転属命令を伝える形で家を訪れた時にセルゲイと再会するまでは、十数年も絶縁状態にあった。『2nd』から6年前、自身はハーキュリーを通して人革連軍の士官学校に入り、後にアロウズへと転属した。
「ブレイク・ピラー」事件では、クーデター派の指揮官であるハーキュリーの行動に疑問を抱き、軌道エレベーターの破片落下を阻止した後、独断で彼を撃墜してしまう。その後、セルゲイもクーデターに関与していたと誤解して激昂。激しい攻撃の末、自身の手で父を殺してしまう。なぜ父親を討てたのかと問うルイスに対しては、「平和の為に他人の命は奪えても、肉親の命は奪えないのか」と、軍人としての覚悟を問う厳しい言葉を投げかけた。
ハーキュリーを討った功績によって独断行動は不問同然となり中尉へ昇進し、機体もアヘッドへ昇格した。その後のCBとの戦いでは戦死したと思っていたピーリスと対峙し、セルゲイの仇を討つと決意した彼女の猛攻を受けるが、沙慈がピーリスを説得したことで難を逃れた。その再会はセルゲイが軍を裏切ったばかりかCBと癒着していたのかとの疑念を生み、戦いを止めたい沙慈の思いがルイスの心を苦しめると感じるようになった。
最終決戦前にはアロウズの黒幕であるイノベイター勢力の存在を知るも、ルイスが徐々に精神に異常をきたし始めていたことで、彼女の為にイノベイター勢力の下で戦う道を選ぶ。最終決戦ではルイスの迷いを断ち切るためとダブルオーライザーに挑んだが、あえなく機体は大破。戦闘不能となって漂流中にトランザムバーストによってマリーに戻ったピーリスと意識を感応させ、母の死の裏におけるセルゲイの苦悩と自分に対する本当の想いを知り、後悔の涙を流した。戦後は連邦軍に残って各地の救援活動に従事し、父と母が目指した真の平和を守る軍人となることを誓っている。
『劇場版』では26歳。機体は指揮官用ジンクスIVに搭乗する（木星探査船「エウロパ」の軌道変更ミッションでは、自機にGNビームライフルを装備していたが、地球圏防衛の決戦では、ELSとの近接戦闘を想定し、ジンクスIIのGNバスターソードを装備していた）。エウロパの軌道変更ミッションに参加した際は、MSの攻撃では埒が明かなかったエウロパをまたたく間に破壊したデカルトのガデラーザを見て、「これがイノベイター専用機の力か」と呟き、驚きを隠せなかった。地球圏へのELS襲来時には、地球圏防衛艦隊のMS隊の1人として参加。圧倒的な戦力差を感じつつも両親の守り続けた国や市民を守るという決意を胸に出撃する。凄まじい物量のELSと死闘を演じる中、絶対防衛ラインを抜けた大型ELSをトランザムを使って追い、攻撃を行うが機体を侵食され、躊躇することなく擬似太陽炉をオーバーロードさせて（その際は軍人として生きた両親の姿を脳裏に浮かべ、市民を守る連邦の軍人としての矜持を見せた）、「私は市民を護る連邦軍の軍人だ！」と叫びながら僚機と共に自爆し、ELSの破壊と引き換えに自身も戦死する。

## アザディスタン王国
カスピ海とペルシャ湾の間に位置する中東国家の一つ。『1st』から6年前に、内政が悪化していた隣国のクルジス共和国に侵攻して併合し、王制を復活させた新興国である。化石燃料は枯渇し、太陽光エネルギーの恩恵を受けることもできないため、経済が破綻状態にある。また、国内では改革派と保守派が激しく対立しており、王宮の近辺でもテロが起きるほどに治安が悪化している。『2nd』では、地球連邦に参加していないために、経済は依然として困窮を極めており、保守派の指導者であったマスードが死亡したため、内乱もさらに激しさを増していた。リボンズらが倒され、アロウズが解体された後は、連邦による中東への支援も開始され、マリナの下で平和への道を歩み始めるが、国内には依然として争いの火種が残っており、その未来は「いばらの道」であるとされた。『劇場版』では、国土も復興され、皇女に戻ったマリナの働きもあり、国内は落ち着きを取り戻している。
マリナ・イスマイール
声 - 恒松あゆみ
本作のヒロインであり、中東の新興国アザディスタン王国の第1皇女。『1st』では24歳。身長162cm。体重48kg。普通の家庭に育ち、元々は音楽の道を志していたが、王制の復活に伴い、王族の血筋を引いていたために皇女に選ばれた。困窮する祖国を立て直すため、援助を求め世界各国を飛び回っている。
生粋の平和主義者であり、戦いでは何も解決することは出来ないという強い信念を持ち、戦うことしか自分には出来ないと考える刹那と対比される人物として描かれている。刹那とは援助を求めるために訪れていたスコットランドで偶然に出会い、クルジス出身であることと、CBのガンダムマイスターであることを明かされ、大きな衝撃を受けた。CBによるアザディスタンへの武力介入の際にも、刹那とは邂逅を果たしている。CBと国連軍の最終決戦の前には、刹那からメールを送られ、世界の歪みと向き合い苦悩する刹那の想いを知り、涙を流した。
『2nd』では29歳。依然として苦境にある祖国を救うため、外交活動を続けていたが、かつて刹那に関わったことから、CBの活動再開と共に、連邦保安局に身柄を拘束された。アレルヤと同じ施設に収容されていることを知った刹那により救出され、CBと一時行動を共にした後、シーリンが所属するカタロンへと預けられたものの、シーリンから渡された護身用の拳銃すら「人殺しの道具なんて持ちたくない」と拒否し、シーリンをあきれさせている。
自身が不在の間、連邦によってアザディスタンの解体が決まり、無力感に苛まれるが、戦いによる解決を否定する信念を曲げることは無かった。カタロンの子供達とは深い信頼関係を築き、彼女が子供達の言葉を集めて作った歌は、やがて平和を求める世界中の人々の間に広がっていった。イノベイター勢力との最終決戦時は、子供達と共にカタロンに同行して宇宙に上がり、刹那達CBの戦いを見届けた。最終決戦後は、カタロンの子供達を連れてアザディスタンへと帰還した。また、真の平和は個人の幸せを大勢の人々と共有していくことで成し遂げられるという想いから、刹那の幸せを祈る手紙を綴っている。
『劇場版』では31歳。アザディスタンの皇女として、シーリンと共にコロニー建造現場を視察中、コロニー公社側の襲撃を受けるが、刹那とロックオン（ライル）により助けられている。ELS襲来の際はシェルターに入りきらない市民を見捨てず、王宮の全ての施設を開放し、自らも市民のために行動していた。ELSが花に姿を変えたのを見た際には、刹那が対話に成功したことを理解し笑顔を見せた。
その後、西暦2314年から50年後の西暦2364年時（81歳時）には、視力を失ってはいるが、美しい花畑に囲まれた邸にて穏やかな隠遁生活を送っていた。小説版によると、それまでの様々な外交貢献から「現代の聖母」とまで言われており、世界中から彼女を慕って訪れる人々は未だ多く、彼女が育て立派に成長した孤児たちも遊びに来たりと幸せに暮らしているとのこと。そこにELSとの対話を終えて帰還した刹那（年齢でいえば73歳）が訪れ、互いの信じた道が間違いでなかったことを認め抱きしめ合った。
マリナと刹那の関係は、単純な恋愛関係とは異なるものであると構想段階から定義されており、作中では他の登場人物から刹那との仲を勘ぐられる場面こそ幾度かあったものの、マリナと刹那はこれを否定しており恋愛関係に発展することはなかった。ファンの間ではこうしたマリナの立ち位置について、ヒロインという役柄を疑問視する意見もあったとされるが、水島監督は「主人公と恋愛関係になる」のがヒロインの定義であるとは限らないとした上で、マリナはドラマの軸となっている女性の中心人物なのだと説明している。一方でキャラクター原案の高河ゆんは、マリナは刹那の迷いを受け止める立場であり、刹那にとって特別な存在なのではないかという解釈を披露しており、また脚本の黒田は、マリナと刹那は同じ目的に対する方法論の違いゆえに互いが気になる関係なのだと説明している。
シーリン・バフティヤール
声 - 根谷美智子
『1st』では27歳。身長169cm。体重49kg。マリナの側近でお目付け役も務める女性。優れた政治的手腕を持つが、アザディスタンでは女性が政治に関わることが許されていないため、マリナが個人的に雇った政治アドバイザーという立場である。
『2nd』では32歳。マリナの下を離れ反連邦組織カタロンの一員となっている。アザディスタンの再建のためには地球連邦との戦いが不可避であると主張し、マリナとは意見を異にしているが、カタロンに身を寄せるマリナを個人的に気遣う面も見せる。
最終決戦後はクラウスと共に連邦議会の議員となった。この時、クラウスの子供を妊娠していることが小説版にて明かされた。
『劇場版』では34歳。議員の仕事を続けており、マリナと共にコロニー建造現場を視察中、コロニー公社側の襲撃を受けるが、刹那とロックオン（ライル）により助けられている。ELSの襲来の際はマリナを気遣い、彼女の下で手助けを行っていた。
『劇場版』の小説版では、西暦2314年時点で1歳になる男の子が生まれており、後に再び世界に争いが起きた時に、ビリーとミーナの子供と同じく戦いに身を投じたことが、エピローグでのマリナの回想により語られている。
マスード・ラフマディー
声 - ふくまつ進紗
アザディスタンの宗教指導者で、「ラサー」、「カダフ師」とも呼ばれている。マリナが皇女に即位する前から知己の関係だが、国を復興させるために、外国からの支援を望む改革派のマリナに対し「争いを起こさないためにも、変化を嫌う者達（保守派）の思いを受け止める存在が必要」と話し、マリナとはあえて政治的に対立する立場をとっていた。
サーシェスが用意したグループにより拉致されたことで、内戦誘発の危機を招いたが、刹那達によって無事に救出され、後にエクシアに乗せられて、マリナ達が待つ王宮へと送り届けられた。その後、『2nd』開始前に死去している。

## カタロン
地球連邦やアロウズによる、連邦非加盟国や反連邦勢力に対する苛烈な弾圧に対抗するべく設立された反連邦組織。世界各国に多くの支部を持ち、大規模な宇宙艦隊も保有するなど、他の反連邦勢力とは一線を画する規模を誇る。構成員は非加盟国の人間だけでなく国連時代からの弾圧に反感を抱く三大国家群の軍人も多く所属している。MSも多数保有しているが、全て三大超国家時代の旧式機であり、連邦の擬似太陽炉搭載型MSに対しては圧倒的な劣勢を強いられていた。イノベイター勢力との最終決戦後には、地球連邦と和解し、クラウスにより組織は解散している。
クラウス・グラード
声 - 川島得愛
カタロンの中東第三支部のリーダーを務める赤いジャケットがトレードマークの男。29歳。身長191cm。体重70kg。リーダーとなる前はMSパイロットとして戦闘に参加しており、専用機も用意されるほどの腕前だった。CBとの共闘を図ってスメラギとの会見を行ったほか、カタロン構成員「ジーン1」ことライルとは旧知の仲であり、彼のCB参加後も連絡を取り合っている。普段は穏やかだが、連邦の圧政に対しては強い怒りを露わにする。ルブアルハリ砂漠の基地が壊滅し、合流した先の支部長がメメントモリの攻撃によって死亡した後は、その支部のリーダーを引き継いでいる。
ブレイク・ピラー事件後、地上のカタロン支部のほとんどが壊滅した後は、シーリンやマリナらと隠れ家を転々としていた。その中で、マリナの歌が平和を願う人々の間で広がっていることを知り、武力による連邦打倒のみに囚われず、別の可能性も模索するべきではないかと考えるようになっていった。アロウズとCBの最終決戦にはカタロンの残存戦力を率いて駆けつけ、クーデター派とも連携し、CBの危機を救った。最終決戦後は地球連邦と和解し、武装組織としてのカタロンを解散するとともに政党を結成。シーリンらとともに連邦議会の議員となった。
『劇場版』では31歳。連邦政府のオブザーバーとして議員の仕事を続けており、キム中将と一緒にELSの研究施設を訪れた際は、ELSに侵食されたアーミアの姿を見て驚愕し、一刻も早くELSの情報を政府上層部へ伝えるべきだと強く認識した。地球圏へのELS襲来の際は、シーリンと連絡を取りながら、ELSに対しては兵力の増強（武力行使）もやむを得ないと話していた。
その後イノベイターとして覚醒し（ただし覚醒した時期が遅く、年老いた姿となっている）、西暦2314年から50年後の西暦2364年時には、外宇宙航行艦「スメラギ」を統括する最高責任者となっている。
マハル
声 - 佐藤美一
カタロン中東第二支部の支部長。髭を蓄え、眼鏡をかけた恰幅の良い中年。アロウズの襲撃を受けて基地を破壊され、行き場を無くしたクラウスたちを快く受け入れた。その際、中東に連邦正規軍が乗り込んできたことと、アザディスタンが解体されてしまったことを告げ、マリナに深い衝撃を与えた。その後、シーリンの提案に従ってスイール王国と接触し、留守をクラウスに任せ、自らスイール国王との会談に赴いた矢先に、メメントモリの砲撃に巻き込まれて、死亡した。
エディ・ミヤサカ
声 - 早志勇紀
『2nd』第1話にて、コロニー「プラウド」で働いていた沙慈の同僚。裏でカタロンへと情報を流しており、アロウズに内通者であることが発覚して逃亡しようとするも、銃で撃たれ身柄を拘束された。
カタロンの子供達
カタロンが保護している6人の子供達。名前はアベド、ヤエル（声 - 真堂圭）、リアン、モシェ、ヨセフ（声 - 釘宮理恵）、ダビッド（声 - 高山みなみ）。
彼らは、戦争や弾圧によって親を失った孤児である。笑顔を見せることも多いが、戦禍による心の傷は深く残っており、危機に見舞われた際にはパニックに陥る者も見られた。子供達は親身に接するマリナを強く慕っており、挿入歌「TOMORROW」は、彼らの言葉を集めてマリナが作った歌である。その歌声は、ダブルオーライザーが起こした現象によって、多くの人々に届き、平和を願う歌として歌われるようになった。
CBとイノベイター勢力の最終決戦では、マリナと共に宇宙へと上がり、カタロンの艦から、トランザムバーストの光を目撃した。戦後、アザディスタンが再興された際は、全員がマリナによって引き取られた。
『劇場版』では、登場はしないものの、エピローグにてマリナが弾いているピアノの上に、彼女と成長した子供達の集合写真が飾られていた。

## 傭兵
アリー・アル・サーシェス
声 - 藤原啓治
南ヨーロッパにあり、AEUに所属する多種多様な軍需産業で経済が成り立っている国家、モラリア共和国の民間軍事会社「PMCトラスト」に所属する傭兵。2272年7月11日生まれ。『1st』では35歳。身長190cm。体重81kg。自身を「戦争が好きで好きでたまらない、人間のプリミティブな衝動に殉じて生きる、最低最悪の人間」と表現するほどの根っからの戦争屋である。格闘や射撃など、戦闘に関する幅広い面で卓越した技術を持ち、その技術はMSの操縦にも生かされている。傭兵としてはAEUフランスの外人部隊である第4独立外人騎兵連隊に少尉として所属しており、そこではゲーリー・ビアッジと名乗っている。
『1st』から6年前のクルジス紛争では、反政府ゲリラ組織「KPSA」のリーダーとして活動しており、「神」の名を騙って刹那達クルジスの少年を洗脳し、手始めに彼らの親をその手で殺害させた。そして戦闘技術を叩き込んで兵士に仕立て上げ、「聖戦」と称して数々のテロを行った。ディランディ兄弟の家族を奪った自爆テロもその一つである。
『1st』では、CBによるモラリア共和国への武力介入で、イナクトに搭乗して初めてガンダムと戦い、その際は戦闘でエクシアを圧倒した。その中で、戦闘後にコックピットから降り、自分に銃を向けたエクシアのパイロットの正体が、かつて自分が洗脳した少年（刹那）だと見抜いた（それ以降は刹那のことを「クルジスのガキ」（『2nd』では成人しているためか「クルジスの兄ちゃん」）と呼んでいる）。三大国家群による合同軍事演習の際は、大型MAアグリッサに搭乗し、プラズマフィールドで刹那のエクシアを苦しめたが、トリニティの介入により離脱している。なお、合同軍事演習前に伸ばしていた髭を綺麗に剃っている。その後はアレハンドロに雇われ、用済みとなったラグナとミハエルを抹殺し、スローネツヴァイを奪取してヨハンの乗るスローネアインを撃墜した。直後にネーナも殺害しようとしたが、現れたエクシアのトランザムシステムの能力に驚愕し、撤退している。同時期には、ラグナの情報を求めていた絹江を事故に見せかけて始末し、沙慈にCBに対する誤解と深い憎しみを与えた。
宇宙におけるCBとの決戦では、鹵獲したツヴァイを持ち込み国連軍の一員として参加。サーシェスが家族を奪った張本人であることを知ったロックオン（ニール）と激しい戦いを繰り広げた。ダリルの特攻で露見したニールの死角を突き、デュナメスを大破させたが、GNアームズの残骸を用いたニールの反撃によってツヴァイも大破し、相討ちとなった。その際に半身を失うほどの重傷を負ったがイノベイター勢力に回収され、再生治療により4年後には復活を果たしている。
『2nd』では40歳。リボンズの私兵となっており、終始パイロットスーツ姿で活動している。専用機としてアルケーガンダムを与えられ、アザディスタンを襲撃するなど、様々な特殊任務を請け負った。CBとの戦闘の際にはダブルオーとセラヴィーを相手に、単機で互角以上の戦いを見せている。メメントモリ攻略戦後、地上に降りた刹那のダブルオーライザーを誘導しリボンズと対面させた。その後の刹那との激闘により機体は大破するも、毒性のあるGN粒子が込められた銃弾で刹那を撃ち、細胞異常を引き起こさせている。それ以降はリボンズの下で息を潜め続け、最終決戦前には反乱を起こしたリジェネを射殺している。
CBとイノベイター勢力の最終決戦では、修復されたアルケーで再び戦場に立つ。兄や仲間達のために戦う決意を固めたライルと対峙し、白兵戦でケルディムを圧倒するも、セラフィムが発動したトライアルフィールドによってアルケーが機能停止したことで敗北。機体を放棄して脱出したがライルに追い詰められ、降伏する素振りで反撃を試みるも先んじてライルが撃った銃弾に眉間を貫かれ死亡した。
『00F』では、アザディスタンの太陽光受信施設を攻撃した際に、フォンの駆るガンダムアブルホールTYPE-Fと交戦している。2人は以前から面識があったようだが、それ以降2人が遭遇する場面は描かれていない。

## その他
ボルス・アッサン
声 - 堀川仁
『1st』第5話に登場した、軌道エレベーターの低軌道ステーションの受入担当者。研修のために訪れた沙慈とルイスにステーション内を案内し、彼らの研修を監督した。
E・A・レイ （エターナル・アラン・レイ）
声 - 古谷徹
『劇場版』エピローグに登場した青年。西暦2091年に、イオリアとイオリア計画について会話していた。小説版では、イオリアの友人かつチェス仲間であり、後のイノベイドであるリボンズのモデルとなった人物と記述されている。
アーミア・リー
声 - 西墻由香
『劇場版』に登場した女子高生。脳量子波の因子を持っていたため、帰宅した際にELSに襲われて左半身を金属結晶化され、植物人間状態となってしまった。ELSの活動が一旦沈静化した際に回収されたその身体は、ビリーら地球連邦がELSを研究するための貴重なサンプルとして扱われ、研究施設を訪れてその姿を目の当たりにした、クラウスやキム中将を驚愕させた。
物語中盤には、木星のワームホールから出現したELSの大群に反応し、イノベイターへ覚醒した。その後、ELSとは共生関係となったために通常のイノベイターよりも成長が遅く、西暦2314年から50年後の西暦2364年には、乗員が全てイノベイターで構成された外宇宙航行艦「スメラギ」の艦長となっている。